# Ameriška državljanska vojna
Ameriška državljanska vojna (tudi secesijska vojna) je bila državljanska vojna v ZDA med južnim in severnimi zveznimi državami zaradi pravic posameznih držav ter vprašanja suženjstva. 
Desetletja polemik glede suženjstva so dosegla vrhunec, ko je Abraham Lincoln, ki je nasprotoval širjenju suženjstva, zmagal na predsedniških volitvah leta 1860. Sedem južnih suženjskih držav se je na Lincolnovo zmago odzvalo z odcepitvijo od Združenih držav in ustanovitvijo Konfederacije. Konfederacija je zasegla ameriške utrdbe in drugo zvezno premoženje znotraj svojih meja. Vojna se je začela 12. aprila 1861, ko je Konfederacija bombardirala Fort Sumter v Južni Karolini. Val navdušenja nad vojno je zajel Sever in Jug, saj se je vojaško novačenje močno povečalo. Še štiri južne države so se odcepile po začetku vojne in pod vodstvom svojega predsednika Jeffersona Davisa, je Konfederacija uveljavila nadzor nad tretjino prebivalstva ZDA v enajstih državah. Sledila so štiri leta intenzivnih bojev, večinoma na Jugu.
Med letoma 1861 in 1862 je v zahodnem gledališču Unija dosegla trajne pridobitve – čeprav je bil v vzhodnem gledališču konflikt neodločen. Odprava suženjstva je postala vojni cilj Unije 1. januarja 1863, ko je Lincoln izdal Proklamacijo o emancipaciji, ki je razglasila vse sužnje v uporniških državah za svobodne, kar je veljalo za več kot 3,5 milijona od 4 milijonov zasužnjenih ljudi v državi. Na zahodu je Unija najprej uničila rečno mornarico Konfederacije do poletja 1862, nato pa večino njenih zahodnih vojsk in zavzela New Orleans. Uspešno obleganje Vicksburga s strani Unije leta 1863 je razdelilo Konfederacijo na dvoje pri reki Mississippi, medtem ko je vdor konfederacijskega generala Roberta E. Leeja na sever propadel v bitki pri Gettysburgu. Zahodni uspehi so leta 1864 pripeljali do poveljstva generala Ulyssesa S. Granta nad vsemi vojskami Unije. Z vedno strožjo pomorsko blokado konfederacijskih pristanišč je Unija zbrala vire in delovno silo za napad na Konfederacijo z vseh smeri. To je leta 1864 privedlo do padca Atlante v roke generala Unije Williama Tecumseha Shermana, čemur je sledil njegov pohod na morje, ki je dosegel vrhunec z zavzetjem Savannaha. Zadnje pomembne bitke so divjale okoli desetmesečnega obleganja Petersburga, vhoda v konfederacijsko prestolnico Richmond v Virginiji. Konfederati so zapustili Richmond in 9. aprila 1865 se je Lee predal Grantu po bitki pri Appomattox Court House, kar je sprožilo konec vojne. Lincoln je dočakal to zmago, vendar ga je 14. aprila ustrelil atentator, umrl pa je naslednji dan.
Do konca vojne je bila večina južne infrastrukture uničena. Konfederacija je propadla, suženjstvo je bilo odpravljeno in štirje milijoni zasužnjenih črncev so bili osvobojeni. Zaradi vojne uničena nacija je nato vstopila v obdobje rekonstrukcije v poskusu obnove države, vrnitve nekdanjih konfederacijskih držav v Združene države in podelitve državljanskih pravic osvobojenim sužnjem. Vojna je eden najbolj obsežno preučevanih in opisanih dogodkov v zgodovini Združenih držav. Še vedno je predmet kulturnih in historiografskih razprav. Še vedno je zanimiv mit o izgubljeni stvari Konfederacije. Vojna je bila med prvimi, ki je uporabila industrijsko vojskovanje. Železnice, električni telegraf, parniki, oklepne ladje in množično proizvedeno orožje so bili široko uporabljeni. Vojna je pustila približno 698.000 mrtvih vojakov, skupaj z nedoločenim številom civilnih žrtev, zaradi česar je državljanska vojna najsmrtonosnejši vojaški konflikt v ameriški zgodovini. Tehnologija in brutalnost državljanske vojne sta napovedovali prihajajoče svetovne vojne.

## Izvori vojne
Izvori vojne so bili zakoreninjeni v želji južnih držav Združenih držav, da ohranijo institucijo suženjstva. Zgodovinarji v 21. stoletju se v veliki meri strinjajo o osrednji vlogi suženjstva v konfliktu – vsaj za južne države. Ne strinjajo se o tem, kateri vidiki (ideološki, ekonomski, politični ali socialni) so bili najpomembnejši in o razlogih Severa za zavračanje dovoljenja južnim državam, da se odcepijo. Psevdozgodovinska ideologija Izgubljene stvari zanika, da je bilo suženjstvo glavni vzrok odcepitve, kar je stališče, ki ga zgodovinski dokazi ovržejo, zlasti nekateri dokumenti o odcepitvi samih odcepljenih držav. Po izstopu iz Unije je Mississippi izdal izjavo, v kateri je navedel: "Naš položaj je popolnoma povezan z institucijo suženjstva – največjim materialnim interesom na svetu."
Glavni politični boj, ki je vodil do odcepitve Juga je bil o tem ali se bo suženjstvo razširilo na zahodna ozemlja, ki naj bi postale nove zvezne države. Sprva je Kongres Združenih držav Amerike sprejemal nove države v Unijo v parih, eno suženjsko in eno svobodno. To je ohranjalo sekcijsko ravnotežje v Senatu Združenih držav, ne pa tudi v [[Predstavniški dom ameriškega kongresa|Predstavniškem domu Združenih držav], ker so svobodne države po številu volilnih upravičencev prekašale suženjske države. Tako je sredi 19. stoletja status novih ozemelj – svobodno ali suženjsko – postal kritično vprašanje, tako za Sever, kjer je raslo protisuženjsko razpoloženje, kot za Jug, kjer je rasel strah pred ukinitvijo suženjstva. Drug dejavnik, ki je vodil do odcepitve in oblikovanja Konfederacije, je bil razvoj južnjaškega belega nacionalizma v preteklih desetletjih. Glavni razlog, da je Sever zavrnil odcepitev, je bil ohranitev Unije, kar je bil cilj, ki je temeljil na ameriškem nacionalizmu.
Ozadje dejavnikov, ki so vodili do državljanske vojne, so bili strankarska politika, abolicionizem, ničnost proti odcepitvi]], južnjaški in severnjaški nacionalizem, ekspanzionizem, ekonomija in modernizacija v predvojnem obdobju. Kot je poudarila skupina zgodovinarjev leta 2011, "čeprav je bilo suženjstvo in njegovo različno in večplastno nezadovoljstvo glavni vzrok za razkol, je bil razkol sam tisti, ki je sprožil vojno."

### Lincolnove volitve
Abraham Lincoln je zmagal napredsedniških volitvah leta 1860. Južnjaški voditelji so se bali, da bo Lincoln ustavil širjenje suženjstva in ga usmeril proti izumrtju. Njegova zmaga je sprožila razglasitve odcepitve sedmih suženjskih držav [globokega Juga, katerih rečna ali obalna gospodarstva so temeljila na bombažu, ki so ga gojili s suženjskim delom.
Lincoln ni bil inavguriran do 4. marca 1861, štiri mesece po volitvah leta 1860, kar je Jugu dalo čas za pripravo na vojno. Nacionalisti na Severu in "unionisti" na Jugu niso hoteli sprejeti razglasitev odcepitve in nobena tuja vlada ni nikoli priznala Konfederacije. Vlada ZDA, pod predsednikom Jamesom Buchananom je zavrnila opustitev nacionalnih utrdb, za katere je Konfederacija trdila, da se nahajajo na njenem ozemlju.
Po Lincolnovih besedah je ameriško ljudstvo je pokazalo, začenši z zmago v ameriški revoluciji in revolucionarni vojni ter kasnejšo ustanovitvijo suverene države, da lahko uspešno ustanovi in upravlja republiko. Vendar je Lincoln verjel, da je ostalo neodgovorjeno vprašanje: ali se lahko narod ohrani kot republika, kjer je vlada izbrana na podlagi glasovanja ljudi, glede na tekoče notranje poskuse uničenja ali ločitve od takšnega sistema.

## Izbruh vojne

### Kriza odcepitve
Izvolitev Lincolna so spodbudile zakonodajno telo Južne Karoline, da je sklicalo državno konvencijo za obravnavo odcepitve. Južna Karolina je storila več kot katera koli druga država, da bi uveljavila zamisel, da ima država pravico razveljaviti zvezne zakone in se celo odcepiti. 20. decembra 1860 je konvencija soglasno glasovala za odcepitev in sprejela deklaracijo o odcepitvi Južne Karoline. Zagovarjala je pravice držav za lastnike sužnjev, vendar se je pritoževala nad pravicami držav na Severu v obliki upora proti zveznemu zakonu o pobeglih sužnjih, trdeč, da severne države ne izpolnjujejo svojih obveznosti pri pomoči pri vračanju pobeglih sužnjev. "Bombažne države" Misisipi, Florida, Alabama, Georgia, Louisiana in Teksas in so sledile zgledu in se odcepile januarja in februarja 1861.
Med odloki o odcepitvi so tisti iz Teksasa, Alabame in Virginije omenjali stisko "sužnjelastniških držav" v rokah severnih abolicionistov. Ostali niso omenjali suženjstva, ampak so bili kratka obvestila zakonodajnih teles o razpustitvi vezi z Unijo. Vendar pa so vsaj štiri – Južna Karolina, Mississippi, Georgia, in Teksas—so podale podrobne razloge za svojo odcepitev, pri čemer so vse krivile gibanje za odpravo suženjstva in njegov vpliv na Sever. Južne države so verjele, da je Fugitive Slave Clause (klavzula o pobeglih sužnjih) suženjstvo določala kot ustavno pravico. Te države so se 4. februarja 1861 dogovorile o ustanovitvi nove zvezne vlade, Konfederativne države Amerike. Prevzele so nadzor nad zveznimi utrdbami in drugim premoženjem znotraj svojih meja, z majhnim odporom odhajajočega predsednika Jamesa Buchanana, čigar mandat se je končal 4. marca. Buchanan je dejal, da je Dred Scott decision (odločitev v primeru Dred Scott) dokaz, da južne države niso imele razloga za odcepitev in da je bila Unija "namenjena biti trajna". Dodal pa je, da "moč s silo orožja prisiliti državo, da ostane v Uniji" ni bila med "naštetimi pooblastili, dodeljenimi kongresu". Četrtina ameriške vojske – teksaška garnizija – se je februarja predala državnim silam s strani svojega generala, Davida E. Twiggsa, ki se je pridružil Konfederaciji.
Ko so Južnjaki odstopili s svojih sedežev v senatu in predstavniškem domu, so republikanci lahko sprejeli projekte, ki so bili prej blokirani. Ti so vključevali Morrill Tariff (Morrillovo carino), visoke šole za dodeljevanje zemljišč, |Homestead Act (zakon o kmetijah), transkontinentalno železnico, National Bank Act (zakon o nacionalni banki), pooblastilo za United States Notes (bankovce Združenih držav) z Legal Tender Act of 1862 (zakonom o zakonitem plačilnem sredstvu iz leta 1862), konec suženjstva v okrožju Kolumbija in prepoved suženjstva na ozemljih. Revenue Act of 1861 (zakon o prihodkih iz leta 1861) je uvedel income tax (dohodnino) za pomoč pri financiranju vojne.
Decembra 1860 je bil predlagan Crittendenski kompromis za ponovno vzpostavitev linije Misurijskega kompromisa, tako da bi se suženjstvo ustavno prepovedalo na ozemljih severno od nje, medtem ko bi bilo dovoljeno na jugu. Kompromis bi verjetno preprečil odcepitev, vendar sta ga Lincoln in republikanci zavrnili. Lincoln je izjavil, da bi vsak kompromis, ki bi razširil suženjstvo, uničil Unijo. Mirovna konferenca leta 1861 se je sestala v Washingtonu in predlagala rešitev, podobno kompromisu; kongres jo je zavrnil. Republikanci so predlagali Corwinov amandma, alternativo, da se ne bi vmešavali v suženjstvo tam, kjer je obstajalo, vendar ga je jug štel za nezadostnega. Preostalih osem suženjskih držav je zavrnilo prošnje za pridružitev Konfederaciji po neuspešnem glasovanju na prvi secesionistični konvenciji v Virginiji 4. aprila.
4. marca je bil Lincoln prisegel kot predsednik. V svojem inavguracijskem govoru je trdil, da je ustava Preambula k ustavi Združenih držav Amerike popolnejša unija kot prejšnji členi konfederacije in trajne unije, da je zavezujoča pogodba in odcepitev označil za "pravno nično". Ni nameraval napasti južnih držav niti končati suženjstva tam, kjer je obstajalo, vendar je dejal, da bo uporabil silo za ohranitev posesti zvezne lastnine, vključno z utrdbami, arzenali, kovnicami in carinarnicami, ki so bile zasežene. Vlada ne bi poskušala pridobiti poštnih uradov in če bi naletela na odpor, bi se dostava pošte končala na državnih mejah. Kjer razmere niso dopuščale mirnega uveljavljanja zvezne zakonodaje, bi bili ameriški maršali in sodniki umaknjeni. Ni bilo omenjeno izgubljeno zlato iz kovnic. Izjavil je, da bo politika ZDA "pobirati dajatve in davke"; "ne bo invazije, ne bo uporabe sile proti ali med ljudmi nikjer", kar bi upravičilo oboroženo revolucijo. Njegov govor se je zaključil s prošnjo za obnovo vezi unije, znamenito je pozval k "mističnim strunam spomina", ki povezujejo obe regiji.
Davisova vlada nove Konfederacije je poslala delegate v Washington, da bi se pogajali o mirovni pogodbi. Lincoln je zavrnil pogajanja, ker je trdil, da Konfederacija ni legitimna vlada in da bi jo s sklenitvijo pogodbe priznal kot tako. Lincoln je namesto tega poskušal neposredno pogajati z guvernerji odcepljenih držav, katerih administracije je še naprej priznaval.
Lincolnove poskuse, da bi umiril krizo, je zapletel državni sekretar William H. Seward, ki je bil Lincolnov tekmec za republikansko nominacijo. Ogorčen zaradi poraza je Seward privolil v podporo Lincolnovi kandidaturi šele, ko mu je bila zagotovljena izvršna funkcija, ki je takrat veljala za drugo najmočnejšo. V zgodnjih fazah Lincolnovga predsedovanja je Seward malo cenil Lincolna zaradi njegove domnevne neizkušenosti. Seward se je imel za de facto vodjo vlade, "predsednik vlade" za prestolom. Seward je poskušal sodelovati v nepooblaščenih in posrednih pogajanjih, ki so propadla. Lincoln je bil odločen obdržati vse preostale utrdbe, ki jih je zasedala Unija v Konfederaciji: Fort Monroe v Virginiji, Fort Pickens, Fort Jefferson (Florida) in Fort Taylor na Floridi in Fort Sumter v Južni Karolini.

### Bitka za Fort Sumter
Ameriška državljanska vojna se je začela 12. aprila 1861, ko so konfederacijske sile odprle ogenj na Fort Sumter, ki so ga držale sile Unije. Fort Sumter se nahaja v pristanišču Charlestona, Južna Karolina. Njegov status je bil sporen že mesece. Odhajajoči predsednik Buchanan je okleval pri okrepitvi njegove posadke, ki ji je poveljeval major Robert Anderson. Anderson je vzel stvari v svoje roke in 26. decembra 1860, pod okriljem teme, odplul s posadko iz slabo postavljenega Fort Moultrie na trdnjavski otok Fort Sumter. Andersonova dejanja so ga povzdignila v status junaka na Severu. Poskus oskrbe trdnjave 9. januarja 1861 je propadel in skoraj sprožil vojno takrat, vendar je veljalo neformalno premirje. 5. marca je bil Lincoln obveščen, da trdnjavi primanjkuje zalog.
Fort Sumter se je izkazal za ključen izziv za Lincolnovo administracijo. Sewardovo zakulisno dogovarjanje s Konfederati je spodkopavalo Lincolnovo odločanje; Seward se je želel umakniti. Toda Lincolnova trdna roka je ukrotila Sewarda, ki je bil zvest Lincolnov zaveznik. Lincoln se je odločil, da je edina izvedljiva možnost zadržanje trdnjave, kar bi zahtevalo njeno okrepitev. 6. aprila je Lincoln obvestil guvernerja Južne Karoline, da bo ladja s hrano, a brez streliva, poskušala oskrbeti trdnjavo. Zgodovinar McPherson ta zmagovalni pristop opisuje kot "prvi znak mojstrstva, ki bo zaznamovalo Lincolnovo predsedovanje"; Unija bi zmagala, če bi lahko ponovno oskrbela in zadržala trdnjavo, Jug pa bi bil agresor, če bi odprl ogenj na neoboroženo ladjo, ki oskrbuje lačne moške. Srečanje konfederacijskega kabineta 9. aprila je privedlo do Davisovega ukaza generalu P. G. T. Beauregardu, naj zavzame trdnjavo, preden jo dosežejo zaloge.
Ob 4:30 zjutraj 12. aprila so konfederacijske sile izstrelile prvih 4.000 granat na trdnjavo; padla je naslednji dan. Izguba Fort Sumterja je na Severu zanetila domoljubni ogenj. 15. aprila je Lincoln pozval države, naj postavijo 75.000 pripadnikov milice za 90 dni; navdušene države Unije so hitro izpolnile kvote. 3. maja 1861 je Lincoln pozval k dodatnim 42.000 prostovoljcem za tri leta. Kmalu zatem so se Virginija, Tennessee, Arkansas in Severna Karolina odcepile in se pridružile Konfederaciji. Da bi nagradili Virginijo, je bila konfederacijska prestolnica prestavljena v Richmond.

### Odnos obmejnih držav
Maryland, Delaware, Missouri, Zahodna Virginija in Kentucky so bile suženjske države, katerih prebivalci so imeli razdeljeno lojalnost do severnih in južnih podjetij ter družinskih članov. Nekateri moški so se pridružili vojski Unije, drugi pa konfederacijski vojski. Zahodna Virginija se je ločila od Virginije in bila sprejeta v Unijo 20. junija 1863, čeprav je bila polovica njenih okrožij secesionističnih.
Ozemlje Marylanda je obkrožalo Washington, D.C. in bi ga lahko odrezalo od Severa. Imelo je proti-Lincolnske uradnike, ki so tolerirali proti-vojaške izgrede v Baltimorju in požiganje mostov, oboje z namenom oviranja prehoda čet na Jug. Zakonodaja Marylanda je z veliko večino glasovala za ostajanje v Uniji, vendar je zavrnila sovražnosti s svojimi južnimi sosedami, glasovala je za zaprtje železniških prog Marylanda, da bi preprečila njihovo uporabo za vojno. Lincoln se je odzval z uvedbo vojaškega prava in enostransko prekinitvijo habeas corpusa v Marylandu, skupaj s pošiljanjem miličniških enot. Lincoln je prevzel nadzor nad Marylandom in okrožjem Columbia z aretacijo pomembnih osebnosti, vključno z aretacijo tretjine članov Generalne skupščine Marylanda na dan, ko se je ponovno sestala. Vsi so bili pridržani brez sojenja, Lincoln pa je ignoriral odločitev z dne 1. junija 1861, ki jo je sprejel vrhovni sodnik Roger Taney, ne da bi govoril v imenu sodišča, da lahko samo kongres prekine habeas corpus (Ex parte Merryman). Zvezne čete so zaprle urednika časopisa iz Baltimora, Franka Keyja Howarda, potem ko je v uvodniku kritiziral Lincolna, ker je ignoriral Taneyjevo odločitev.
V Missouriju je izvoljena konvencija o odcepitvi (Missouri Constitutional Convention of 1861–1863) glasovala za ostanek v Uniji. Ko je prokonfederacijski guverner Claiborne Fox Jackson poklical državno milico, so jo napadle zvezne sile pod generalom Nathanielom Lyonom, ki je guvernerja in preostanek državne garde pregnal v jugozahodni kot Missourija. V začetku vojne je Konfederacija nadzorovala južni Missouri prek konfederacijske vlade Missourija, vendar je bila po letu 1862 pregnana. V nastalem vakuumu se je konvencija o odcepitvi ponovno sestala in prevzela oblast kot unionistična začasna vlada Missourija.
Kentucky se ni odcepil, razglasil se je za nevtralnega. Ko so septembra 1861 vstopile konfederacijske sile, se je nevtralnost končala in država je ponovno potrdila svoj status v Uniji, hkrati pa ohranila suženjstvo. Med invazijo konfederacijskih sil leta 1861 so konfederacijski simpatizerji in delegati iz 68 okrožij Kentuckyja organizirali secesijsko konvencijo v Russellvillu, ustanovili senco konfederacijske vlade Kentuckyja, inavgurirali guvernerja in Kentucky je bil sprejet v Konfederacijo 10. decembra 1861. Njegova pristojnost se je raztezala le do konfederacijskih bojnih linij v Commonwealthu, ki so bile v največjem obsegu več kot polovica države, in je šla v izgnanstvo po oktobru 1862.
Po odcepitvi Virginije je unionistična vlada v Wheelingu, Zahodna Virginija, oktobra 1861 prosila 48 okrožij, naj glasujejo o odloku za ustanovitev nove države. Volilna udeležba 34 % je potrdila zakon o državnosti (96 % jih je odobrilo). Dvaindvajset secesionističnih okrožij je bilo vključenih v novo državo, in posledična gverilska vojna je za večino vojne angažirala približno 40.000 zveznih vojakov. Kongres je Zahodno Virginijo sprejel v Unijo 20. junija 1863. Zahodni Virginijci so vsaki strani v vojni zagotovili približno 20.000 vojakov. Unionistični poskus odcepitve se je zgodil v Vzhodnem Tennesseeju, vendar ga je Konfederacija zatrla, ki je aretirala več kot 3.000 moških, osumljenih zvestobe Uniji; ti so bili pridržani brez sojenja.

## Vojna
Državljansko vojno so zaznamovale intenzivne in pogoste bitke. V štirih letih je bilo 237 poimenovanih bitk, skupaj z mnogimi manjšimi akcijami, pogosto značilnimi po svoji grenki intenzivnosti in visokih žrtvah. Zgodovinar John Keegan jo je opisal kot "eno najhujših vojn, kar so jih kdajkoli bojevali", kjer so bili v mnogih primerih edini cilj sovražnikovi vojaki.

### Mobilizacija
Ko so se konfederacijske države organizirale, je ameriška vojska štela 16.000 mož, medtem ko so severni guvernerji začeli mobilizirati svoje milice. Konfederacijski kongres je februarja odobril do 100.000 vojakov. Do maja je Jefferson Davis zahteval še 100.000 vojakov za eno leto ali za čas trajanja vojne in kongres ZDA se je odzval enako.
V prvem letu vojne sta imeli obe strani več prostovoljcev, kot sta jih lahko učinkovito usposobili in opremili. Ko je začetno navdušenje zbledelo, se zanašanje na mlade moške, ki so vsako leto dopolnili polnoletnost, ni bilo dovolj. Obe strani sta sprejeli zakone o naboru (vojaška obveznost), da bi spodbudili ali prisilili k prostovoljstvu, čeprav je bilo vpoklicanih razmeroma malo ljudi. Konfederacija je aprila 1862 sprejela zakon o naboru za moške, stare od 18 do 35 let, z izjemami za nadzornike, vladne uradnike in duhovnike. Kongres ZDA je sledil julija in odobril nabor milice v zveznih državah, ki niso mogle izpolniti svoje kvote s prostovoljci. Evropski priseljenci so se v velikem številu pridružili vojski Unije, vključno s 177.000 rojenimi v Nemčiji in 144.000 na Irskem. Služilo je približno 50.000 Kanadčanov, od katerih je bilo okoli 2.500 temnopoltih.
Ko je januarja 1863 začela veljati Emancipation Proclamation (Osvobodilna proklamacija), so bili nekdanji sužnji energično rekrutirani za izpolnjevanje državnih kvot. Države in lokalne skupnosti so ponujale višje denarne bonuse za bele prostovoljce. Kongres je marca 1863 zaostril zakon o naboru. Moški, izbrani v naboru, so lahko priskrbeli nadomestke ali do sredine leta 1864 plačali tudi odškodnino. Mnogi upravičenci so združili svoj denar za kritje stroškov vpoklicanih. Družine so uporabile določbo o nadomestkih, da so izbrale, kateri moški naj gre v vojsko in kateri naj ostane doma. Prišlo je do veliko izogibanja in upora proti naboru, zlasti v katoliških območjih. Izgredi zaradi nabora v New Yorku julija 1863 so vključevali irske priseljence, ki so bili vpisani kot državljani, da bi povečali glasove mestnega demokratskega političnega stroja, ne da bi se zavedali, da jih to dela odgovorne za nabor. Od 168.649 moških, pridobljenih za Unijo z naborom, jih je bilo 117.986 nadomestnih, kar pomeni, da je bilo vpoklicanih le 50.663.
Na severu in jugu so bili zakoni o naboru zelo nepriljubljeni. Na severu se je približno 120.000 moških izognilo vpoklicu, mnogi so pobegnili v Kanado in še 280.000 vojakov je med vojno dezertiralo. Vsaj 100,000 Južnjakov je dezertiralo, približno 10 odstotkov vseh. Dezertiranje na jugu je bilo visoko, ker je bilo veliko vojakov bolj zaskrbljenih za usodo svojega lokalnega območja kot za južno stvar. Na severu so se "bounty jumpers" vpisali, da bi zbrali velikodušen bonus, dezertirali, nato pa se ponovno vpisali pod drugim imenom za drugi bonus; 141 jih je bilo ujetih in usmrčenih.
Iz majhne obmejne sile leta 1860 sta se vojski Unije in Konfederacije v nekaj letih razvili v "največji in najučinkovitejši vojski na svetu". Nekateri evropski opazovalci so jih takrat zavračali kot amaterske in neprofesionalne, vendar je zgodovinar John Keegan zaključil, da je vsaka od njiju prekašala francosko, prusko in rusko vojsko in brez Atlantika bi lahko kateri koli od njih grozila s porazom.

### Južni unionisti
Unionizem je bil močan na določenih območjih znotraj Konfederacije. Kar 100.000 moških, ki so živeli v državah pod nadzorom Konfederacije, je služilo v vojski Unije ali pro-unijskih gverilskih skupinah. Čeprav so prihajali iz vseh slojev, so se večina južnih unionistov socialno, kulturno in ekonomsko razlikovali od prevladujočega predvojnega razreda lastnikov sužnjev v njihovi regiji.

### Zaporniki
Na začetku vojne je deloval sistem pogojnega izpusta, po katerem so se ujetniki strinjali, da se ne bodo borili, dokler ne bodo izmenjani. Bili so zadržani v taboriščih, ki jih je vodila njihova vojska, plačani, vendar jim ni bilo dovoljeno opravljati nobenih vojaških dolžnosti. Sistem izmenjav se je zrušil leta 1863, ko je Konfederacija zavrnila izmenjavo črnih zapornikov. Potem je približno 56.000 od 409.000 vojnih ujetnikov umrlo v zaporih, kar predstavlja 10 odstotkov smrtnih žrtev konflikta.

### Ženske
Zgodovinarka Elizabeth D. Leonard piše, da se je med 500 in 1.000 žensk vpisalo kot vojakinje na obeh straneh, preoblečene v moške. Ženske so služile tudi kot vohunke, aktivistke odpora, medicinske sestre in bolnišnično osebje. Ženske so služile na bolniški ladji Unije USS Red Rover in negovale čete Unije in Konfederacije v poljskih bolnišnicah. Mary Edwards Walker,edina ženska, ki je kdaj prejela Medaljo časti, je služila v vojski Unije in prejela medaljo za oskrbo ranjencev med vojno. Ena ženska, Jennie Hodgers, se je borila za Unijo pod imenom Albert D. J. Cashier. Po vrnitvi v civilno življenje je še naprej živela kot moški, dokler ni umrla leta 1915 v starosti 71 let.

### Mornarica Unije
Mornarica Unije je bila leta 1861 razmeroma majhna, vendar se je do leta 1865 hitro razširila na 6.000 častnikov, 45.000 mornarjev in 671 plovil s skupno 510.396 tonami. Njena naloga je bila blokirati konfederacijska pristanišča, nadzorovati rečni sistem, se braniti pred konfederacijskimi napadalci na odprtem morju in biti pripravljena na morebitno vojno z britansko Kraljevo mornarico. Glavna rečna vojna se je odvijala na Zahodu, kjer so velike reke omogočale dostop do osrčja Konfederacije. Mornarica ZDA je sčasoma nadzorovala reke Red, Tennessee, Cumberland, Mississippi in Ohio. Na Vzhodu je mornarica obstreljevala konfederacijske utrdbe in podpirala obalne vojaške operacije.
Državljanska vojna se je zgodila v zgodnjih fazah industrijske revolucije, kar je privedlo do pomorskih inovacij, vključno z oklepnimi ladjami. Konfederacija, ki je prepoznala potrebo po boju proti pomorski premoči Unije, je zgradila ali predelala več kot 130 plovil, vključno s 26 oklepnimi ladjami. Kljub tem prizadevanjem so bile konfederacijske ladje večinoma neuspešne proti oklepnim ladjam Unije. Mornarica Unije je uporabljala lesene ladje, pločevinaste ladje in oklepne topnjače. Ladjedelnice v Kairo, Illinois in St. Louis so gradile ali predelovale parnike.
Konfederacija je eksperimentirala s podmornico CSS Hunley, ki se je izkazala za neuspešno, in z oklepno ladjo CSS Virginia, predelano iz potopljene ladje Unije USS Merrimack. 8. marca 1862 je Virginia povzročila znatno škodo leseni floti Unije, vendar je naslednji dan prva oklepna ladja Unije, USS Monitor, prispela, da bi jo izzvala v Zaliv Chesapeake.N astala triurna bitka pri Hampton Roadsu se je končala neodločeno, kar je dokazalo, da so oklepne ladje učinkovite bojne ladje. Konfederacija je potopila CSS Virginijo, da bi preprečila njeno zajetje, medtem ko je Unija zgradila veliko kopij Monitorja. Prizadevanja Konfederacije, da bi pridobila bojne ladje od Velike Britanije, so propadla, saj Britanija ni imela interesa prodajati bojnih ladij državi v vojni z močnejšim sovražnikom in se je bala poslabšanja odnosov z ZDA.

### Blokada Unije
V začetku leta 1861 je general Winfield Scott zasnoval načrt Anakonda za zmago v vojni z minimalnim prelivanjem krvi, ki je pozival k blokadi Konfederacije, da bi Jug prisilil k predaji. Lincoln je sprejel dele načrta, vendar se je odločil za bolj aktivno vojaško strategijo. Aprila 1861 je Lincoln napovedal blokado vseh južnih pristanišč; komercialne ladje niso mogle dobiti zavarovanja, kar je končalo reden promet. Jug je naredil napako z embargom na izvoz bombaža, preden je bila blokada v celoti učinkovita; ko so to odločitev preklicali, je bilo prepozno. "Kralj bombaž" je bil mrtev, saj je Jug lahko izvozil manj kot 10% svojega bombaža. Blokada je zaprla deset konfederacijskih morskih pristanišč z železniškimi vozlišči, ki so premikala skoraj ves bombaž. Do junija 1861 so bile bojne ladje nameščene ob glavnih južnih pristaniščih, leto kasneje pa je bilo v službi skoraj 300 ladij.

#### Prebijači blokade
Konfederati so začeli vojno s pomanjkanjem vojaških zalog, ki jih agrarni Jug ni mogel proizvesti. Severne tovarne orožja so bile omejene z embargom, kar je končalo obstoječe in prihodnje pogodbe z Jugom. Konfederacija se je obrnila na tuje vire, povezala se je s finančniki in podjetji, kot sta S. Isaac, Campbell & Company in London Armoury Company v Britaniji, ki sta postala glavni vir orožja za Konfederacijo.
Za varen prevoz orožja v Konfederacijo so britanski vlagatelji zgradili majhne, hitre, parne prebijače blokade, ki so trgovali z orožjem in zalogami iz Britanije, preko Bermudov, Kube in Bahamov v zameno za drag bombaž. Mnogi so bili lahki in zasnovani za hitrost, v Anglijo pa so prevažali le majhne količine bombaža. Ko je mornarica Unije zasegla prebijača blokade, sta bila ladja in tovor obsojena kot vojni plen in prodana, izkupiček pa je bil dan mornarjem mornarice; zajeti člani posadke, večinoma Britanci, so bili izpuščeni.

#### Gospodarski vpliv
Južno gospodarstvo je med vojno skoraj propadlo zaradi več dejavnikov, med katerimi so bili najpomembnejši hudo pomanjkanje hrane, propadajoče železnice, izguba nadzora nad ključnimi rekami, iskanje hrane s strani severnih vojsk in zaseg živali in pridelkov s strani konfederacijskih sil. Zgodovinarji se strinjajo, da je bila blokada pomemben dejavnik pri uničenju gospodarstva Konfederativnih držav Amerike. Vendar pa Wise trdi, da so prebijalci blokade zagotovili dovolj rešilne bilke, da je Robert E. Lee, general Konfederacije, lahko nadaljeval boj še nekaj mesecev, zahvaljujoč zalogam, ki so vključevale 400.000 pušk, svinca, odej in škornjev, ki jih gospodarstvo Konfederacije ni moglo več zagotoviti.
Pridelek bombaža Konfederacije je postal skoraj neuporaben, kar je prekinilo primarni vir dohodka Konfederacije. Kritični uvoz je bil redek, obalna trgovina pa se je prav tako v veliki meri končala. Uspeh blokade ni bil merjen z nekaj ladjami, ki so se prebile, temveč s tisočerimi, ki sploh niso poskušale. Evropske trgovske ladje niso mogle dobiti zavarovanja za svoje ladje in prevoz ter so bile prepočasne, da bi se izognile blokadi, kar jih je privedlo do prenehanja pristajanja v konfederacijskih pristaniščih.
Za vodenje ofenzivne vojne je Konfederacija kupovala orožje v Veliki Britaniji in britanske ladje preuredila v trgovske napadalce, ki so ciljali na ladje trgovske mornarice Združenih držav v Atlantskem in Tihem oceanu. Konfederacija je pretihotapila 600.000 kosov orožja, kar ji je omogočilo nadaljevanje boja še dve leti. Ker so se zavarovalne premije dvignile, so ladje pod ameriško zastavo v veliki meri prenehale potovati v mednarodnih vodah, čeprav so bile nekatere preimenovane pod evropske zastave, kar jim je omogočilo nadaljevanje delovanja. Po koncu državljanske vojne je vlada ZDA zahtevala, da ji Velika Britanija povrne škodo, ki so jo povzročili prebijalci blokade in napadalci, opremljeni v britanskih pristaniščih. Velika Britanija je ZDA leta 1871 plačala  milijonov, kar je pokrilo stroške, povezane s trgovskim napadanjem, vendar nič več.

### Diplomacija
Čeprav je Konfederacija upala, da se bosta Velika Britanija in Francija pridružili proti Uniji, to ni bilo nikoli verjetno, zato so jih poskušali pridobiti kot posrednike. Unija si je prizadevala to preprečiti in grozila z vojno proti kateri koli državi, ki bi priznala Konfederacijo. Leta 1861 so Južnjaki prostovoljno uvedli embargo na pošiljke bombaža, v upanju, da bodo sprožili gospodarsko depresijo v Evropi, ki bi prisilila Veliko Britanijo v vojno, vendar to ni uspelo. Še huje, Evropa se je obrnila na Egipt in Indijo po bombaž, ki se jim je zdel boljši, kar je oviralo povojno okrevanje Juga.
Diplomacija bombaža se je izkazala za neuspešno, ker je imela Evropa presežek bombaža, medtem ko so bile slabe letine v Evropi v letih 1860–62 kritično pomembne za izvoz žita s Severa. Pomagala je tudi obrniti evropsko mnenje proti Konfederaciji. Rečeno je bilo, da je "kralj koruza močnejši od kralja bombaža", saj se je ameriško žito povečalo s četrtine na skoraj polovico britanskega uvoza. Medtem je vojna ustvarila delovna mesta za proizvajalce orožja, železarje in ladje za prevoz orožja.
Lincolnova administracija se je sprva trudila pritegniti evropsko javno mnenje. Sprva so diplomati pojasnjevali, da ZDA niso zavezane končanju suženjstva, in poudarjali pravne argumente o neustavnosti odcepitve. Predstavniki Konfederacije pa so se osredotočali na svoj boj za svobodo, zavezanost prosti trgovini in bistveno vlogo bombaža v evropskem gospodarstvu. Evropska aristokracija je bila "absolutno navdušena nad razglasitvijo ameriškega debakla kot dokaza, da je celoten eksperiment v ljudski vladavini propadel. Evropski vladni voditelji so pozdravili razdrobljenost vzpenjajoče se Ameriške republike." Vendar pa je ostala evropska javnost z liberalnimi čustvi, na katero so se ZDA skušale pritožiti z vzpostavljanjem povezav z mednarodnim tiskom. Do leta 1861 so se diplomatski predstavniki Unije, kot je Carl Schurz, zavedali, da je poudarjanje vojne proti suženjstvu najučinkovitejše moralno sredstvo Unije za vplivanje na evropsko javno mnenje. Seward je bil zaskrbljen, da bi preveč radikalen primer za ponovno združitev vznemiril evropske trgovce z interesi za bombaž; kljub temu je podprl široko kampanjo javne diplomacije.
Ameriški ambasador v Veliki Britaniji Charles Francis Adams, Sr. se je izkazal za spretnega in prepričal Britanijo, naj ne izziva blokade Unije. Konfederacija je kupovala vojaške ladje od komercialnih ladjedelnic v Britaniji, med katerimi je bila najbolj znana CSS Alabama, ki je povzročila precejšnjo škodo in privedla do resnih [povojnih sporov. Vendar pa je javno mnenje proti suženjstvu v Britaniji ustvarilo politično breme za politike, kjer je bilo protisuženjsko gibanje močno.
Konec leta 1861 je med ZDA in Britanijo grozila vojna zaradi |afere Trent, ki se je začela, ko so pripadniki ameriške mornarice vkrcali na britansko ladjo RMS Trent in zajeli dva diplomatska predstavnika Konfederacije. Vendar sta London in Washington to zgladila, potem ko je Lincoln izpustil oba moška. Princ Albert je zapustil svojo smrtno posteljo, da bi izdal diplomatska navodila lordu Lyonsu med afero Trent. Njegova prošnja je bila uslišana in posledično je bil britanski odziv na ZDA omiljen, kar je pomagalo preprečiti vojno. Leta 1862 je britanska vlada razmišljala o posredovanju med Unijo in Konfederacijo, čeprav bi takšna ponudba tvegala vojno z ZDA. Britanski premier Lord Palmerston naj bi trikrat prebral Kočo strica Toma, ko se je odločal, kakšna bo njegova odločitev.
Zmagoslavje Unije v bitki pri Antietamu je povzročilo, da so Britanci odložili to odločitev. Razglasitev emancipacije je povečala politično breme podpore Konfederaciji. Ko je Washington spoznal, da ne more posredovati v [[[mehika|Mehiki]], dokler Konfederacija nadzoruje Teksas, je Francija leta 1861 napadla Mehiko in postavila habsburškega avstrijskega nadvojvodo Maksimilijana I. za cesarja. Washington je večkrat protestiral proti francoski kršitvi Monroejeve doktrine. Kljub naklonjenosti Konfederaciji je francoska zasedba Mehike na koncu preprečila vojno z Unijo. Konfederacijske ponudbe ob koncu vojne, da bi odpravili suženjstvo v zameno za diplomatsko priznanje, London in Pariz nista resno obravnavala. Po letu 1863 je poljski upor proti Rusiji še bolj odvrnil pozornost evropskih sil in zagotovil, da so ostale nevtralne.
Rusija je podpirala Unijo, predvsem zato, ker je verjela, da ZDA uravnotežijo njenega geopolitičnega tekmeca, Združeno kraljestvo. Leta 1863 sta baltska in pacifiška flota Ruske imperialne mornarice prezimovali v ameriških pristaniščih New York oziroma San Francisco.

## Vzhodno bojišče
Vzhodno bojišče se nanaša na vojaške operacije vzhodno od Apalaških gora, vključno z Virginijo, Zahodno Virginijo, Marylandom in Pensilvanijo, okrožjem Columbia ter obalnimi utrdbami in pristanišči Severne Karoline.

### Ozadje

#### Vojska Potomaca
Generalmajor George B. McClellan je 26. julija 1861 prevzel poveljstvo nad vojsko Potomaca Unije, vojna pa se je zares začela leta 1862. Strategija Unije za leto 1862 je predvidevala sočasne napade vzdolž štirih osi:
1. McClellan bi vodil glavni napad v Virginiji proti Richmondu.

1. Sile Ohia bi napredovale skozi Kentucky v Tennessee.

1. Oddelek Missouri bi se pomikal proti jugu vzdolž reke Mississippi.

1. Najzahodnejši napad bi izviral iz Kansasa.

#### Vojska Severne Virginije
Glavna konfederacijska sila na vzhodnem bojišču je bila Vojska Severne Virginije. Vojska je nastala kot (konfederacijska) Vojska Potomaca, ki je bila organizirana 20. junija 1861 iz vseh operativnih sil v Severni Virginiji. 20. in 21. julija sta bili dodani Vojska Shenandoaha in sile iz okrožja Harpers Ferry. Enote iz Vojske Severozahoda so bile združene v Vojsko Potomaca med 14. marcem in 17. majem 1862. Vojska Potomaca je bila 14. marca preimenovana v "Vojsko Severne Virginije". Vojska polotoka je bila vanjo združena 12. aprila 1862.
Ko je Virginija aprila 1861 razglasila odcepitev, se je Robert E. Lee odločil slediti svoji matični državi, kljub želji, da bi država ostala nedotaknjena, in ponudbi visokega poveljstva Unije.V svoji štirih zvezkih biografije Leeja, objavljeni leta 1934 in 1935, je zgodovinar Douglas S. Freeman zapisal, da je vojska dobila svoje končno ime od Leeja, ko je 1. junija 1862 izdal ukaze o prevzemu poveljstva. Vendar pa je Freeman zapisal, da je Lee pred tem datumom dopisoval z brigadnim generalom Josephom E. Johnstonom, svojim predhodnikom v poveljstvu vojske, in Johnstonovo poveljstvo imenoval Vojska Severne Virginije. Del zmede izhaja iz dejstva, da je Johnston poveljeval Oddelku Severne Virginije od 22. oktobra 1861, in ime Vojska Severne Virginije je bilo obravnavano kot neformalna posledica imena matičnega oddelka. Jefferson Davis in Johnston nista sprejela imena, vendar je bila organizacija enot od 14. marca jasno enaka organizaciji, ki jo je Lee prejel 1. junija in se na splošno imenuje Vojska Severne Virginije, četudi je to pravilno le retrospektivno.
4. julija v Harper's Ferryju je polkovnik Thomas J. Jackson dodelil Jebu Stuartu poveljstvo nad vsemi konjeniškimi četami Vojske Shenandoaha, in Jackson je sčasoma poveljeval konjenici Vojske Severne Virginije.

### Bitke
Imenovana "Philippi Races" zaradi svoje kratkosti, je bila Philippi, Virginija (zdaj Philippi, Zahodna Virginija) prizorišče prve organizirane kopenske akcije ameriške državljanske vojne, 3. junija 1861. Julija 1861, v prvi v nizu pomembnih bitk v vojni, so čete Unije, ki jim je poveljeval generalmajor Irvin McDowell, napadle konfederacijske sile, ki so bile pod poveljstvom Beauregarda blizu nacionalne prestolnice v Washingtonu. Konfederacija je uspešno odbila napad v prvi bitki pri Bull Runu. Na začetku državljanske vojne se je zdelo, da ima Unija premoč. Vojska Unije je premagala konfederacijske sile, ki so takrat držale obrambne položaje, vendar so konfederacijske okrepitve pod Josephom E. Johnstonom prispele iz doline Shenandoah po železnici in potek bitke se je hitro spremenil. Brigada Virginijcev, ki ji je poveljeval Thomas J. Jackson, takrat relativno neznan brigadni general iz Vojaškega inštituta Virginije, je obdržala svoj položaj, kar je Jacksonu prineslo vzdevek "Stonewall". Lincoln je pozval vojsko Unije, naj začne ofenzivne operacije proti konfederacijskim silam, kar je generala Georgea B. McClellana spomladi 1862 pripeljalo do napada na Virginijo preko polotoka med reko York in reko James jugovzhodno od Richmonda. McClellanova vojska je dosegla vrata Richmonda v kampanji na polotoku.
Prav tako spomladi 1862, v dolini Shenandoah, je Jackson vodil svojo kampanjo v dolini, med katero je uporabljal hitre in nepredvidljive premike na notranjih linijah. Jacksonovih 17.000 vojakov je prehodilo 646 milj (1.040 km) v 48 dneh, med katerimi so zmagali v manjših bitkah, ko so se uspešno spopadli s tremi vojskami Unije, ki so štele 52.000 mož, vključno s tistimi Nathaniela P. Banksa in Johna C. Frémonta, s čimer so jim preprečili okrepitev ofenzive Unije proti Richmondu. Hitrost Jacksonovih vojakov jim je prinesla vzdevek pehotna konjenica. Johnston je ustavil McClellanovo napredovanje v bitki pri Seven Pines, vendar je bil v bitki ranjen in Robert E. Lee je prevzel poveljniško mesto. Lee in njegova višja podrejena, James Longstreet in Stonewall Jackson, sta premagala McClellana v ti. "Bitki pri sedmih borovcih", kar je prisililo McClellana k umiku.
Med kampanjo v Severni Virginiji, ki je vključevala [[Drugo bitko pri Bull Runu, so konfederacijske sile zabeležile še eno pomembno vojaško zmago. McClellan se je upiral ukazom generala-načelnika Hallecka, naj pošlje okrepitve generalu Johnu Popu]] in njegovi vojski Unije (Vojska Virginije), kar je Leejevim konfederacijskim silam omogočilo, da so premagale dvakrat večje število združenih sovražnih vojakov.
Ohrabrene z Drugo bitko pri Bull Runu, so konfederacijske sile sprožile svojo prvo invazijo na Sever v kKampanji v Marylandu, med katero je Lee 5. septembra vodil 45.000 vojakov Vojske Severne Virginije čez reko Potomac v Marylandu. Lincoln je nato Popejeve čete vrnil McClellanu in McClellan in Lee sta se spopadla v bitki pri Antietamu blizu Sharpsburga, Maryland, 17. septembra 1862, kar se je izkazalo za najbolj krvav dan tako v državljanski vojni kot v vojaški zgodovini ZDA. Leejeva vojska se je umaknila v Virginijo, preden jo je McClellan lahko uničil, kar je povzročilo, da je bila bitka pri Antietamu splošno obravnavana kot zmaga Unije, saj je ustavila Leejevo invazijo na Sever in ponudila Lincolnu priložnost za izdajo Osvobodilne proklamacije, ki jo je izdal kot izvršni ukaz 1. januarja 1863.
McClellanova nezmožnost, da bi se na kakršen koli merljiv način odzval na Leejev poskus invazije na Sever pri Antietamu, je privedla do njegove zamenjave z generalmajorjem Ambroseom Burnsideom. Burnside je vodil čete vojske Unije v Bitki pri Fredericksburgu, kjer so bili poraženi 13. decembra 1862. Več kot 12.000 vojakov Unije je bilo ubitih ali ranjenih med neuspešnimi poskusi čet Unije, da bi izvedle čelne napade na Marye's Heights. Po bitki je Burnsidea zamenjal generalmajor Joseph Hooker.
Hooker tudi ni mogel premagati Leejeve vojske; kljub temu, da je imel več kot dvakrat toliko vojakov kot Lee, se je Hookerjeva kampanja pri Chancellorsvillu na koncu izkazala za neučinkovito in bil je močno poražen v bitki pri Chancellorsvillu, ki je potekala med 30. aprilom in 6. majem 1863. Chancellorsville je znan kot Leejeva "popolna bitka", ker se je njegova tvegana odločitev, da razdeli svojo vojsko, izplačala. Med bitko pri Chancellorsvillu je bil Stonewall Jackson ustreljen v levo roko in desno dlan s prijateljskim ognjem, kar je privedlo do amputacije njegove roke in umrl je zaradi pljučnice. Lee je slavno dejal: "Izgubil je levo roko, jaz pa sem izgubil desno roko."
Najhujši boji bitke – in drugi najbolj krvav dan državljanske vojne – so se zgodili 3. maja, ko je Lee sprožil več napadov na položaj Unije pri Chancellorsvillu. Istega dne je John Sedgwick napredoval čez reko Rappahannock, premagal majhno konfederacijsko silo pri Marye's Heights v drugi bitki pri Fredericksburgu in se nato premaknil na zahod. Konfederacijskim silam je uspelo vojaško zadržati sile Unije v bitki pri Salem Churchu.
Hookerja je med Leejevo drugo invazijo na sever, meseca junija, zamenjal generalmajor George Meade. V Bitki pri Gettysburgu, ki se je izkazala za najbolj krvavo in eno strateško najpomembnejših v vojni, je Meade premagal Leeja v tridnevni bitki med 1. in 3. julijem 1863. Bitka pri Gettysburgu je povzročila več kot 50.000 žrtev na strani Unije in Konfederacije, vendar se je izkazala tudi za prelomnico vojne, saj je spremenila potek vojne v korist Unije. Pickettov napad, sprožen 3. julija, zadnji dan bitke pri Gettysburgu, velja za največji prodor Konfederacije, ki predstavlja propad vsake verodostojne možnosti, da bi Konfederacija zmagala v vojni. Pri Gettysburgu je Leejeva vojska Severne Virginije utrpela 28.000 žrtev v primerjavi z Meadejevimi 23.000, Lee pa je bil odbit v neuspešnem poskusu invazije in zasedbe ozemlja Unije.

## Zahodno bojišče
Zahodno bojišče se nanaša na vojaške operacije med Apalaškimi gorami in reko Mississippi, vključno z Alabamo, Georgijo (zvezna država ZDA), Florido, Mississippijem, Severno Karolino, Kentuckyjem, Južno Karolino, Tennesseejem in deli Louisiane.

### Ozadje

#### Vojska Cumberlanda in Vojska Tennesseeja
Glavne sile Unije na tem območju so bile vojska Tennesseeja in vojska Cumberlanda, poimenovani po dveh rekah, reki Tennessee in reki Cumberland. Po Meadovi neprepričljivi jesenski kampanji se je Lincoln obrnil na zahodno območje za novo vodstvo. Hkrati se je predala konfederacijska trdnjava Vicksburg, kar je Uniji dalo nadzor nad reko Mississippi, trajno izoliralo zahodno Konfederacijo in ustvarilo novega vodjo, ki ga je Lincoln potreboval, Ulysses S. Grant.
Vojska Tennesseeja, ki je služila kot glavna konfederacijska sila na zahodnem območju, je bila ustanovljena 20. novembra 1862, ko je general Braxton Bragg preimenoval nekdanjo vojsko Mississippija. Medtem ko so konfederacijske sile imele uspehe na vzhodnem območju, so bile na zahodu večkrat poražene.

### Bitke
Ključni strateg in taktik Unije na zahodu je bil Ulysses S. Grant, ki je Unijo vodil do zmag v bitkah pri Fort Henryju (6. februar 1862) in Fort Donelsonu (11. do 16. februar 1862), s čimer si je prislužil vzdevek "brezpogojna predaja" Grant. S temi zmagami je Unija pridobila nadzor nad rekama Tennessee in Cumberland. Nathan Bedford Forrest je zbral skoraj 4.000 konfederacijskih vojakov in jih vodil, da so pobegnili čez reko Cumberland. Nashville in osrednji Tennessee sta padla v roke Unije, kar je povzročilo izčrpavanje lokalnih zalog hrane in živine ter razpad družbene organizacije.
Konfederacijski general Leonidas Polk je nato napadel Columbus v Kentuckyju, kar je končalo politiko nevtralnosti Kentuckyja in ga obrnilo proti Konfederaciji. Grant je uporabil rečni transport in topnjače Andrewa Hulla Footeja iz zahodne flotilje, s čimer je ogrozil konfederacijski "Gibraltar zahoda" v Columbusu v Kentuckyju. Čeprav je bil pri Belmontu zavrnjen, je Grant odrezal Columbus. Konfederacijske sile, ki niso imele svojih topnjač, so bile prisiljene k umiku in Unija je marca 1862 prevzela nadzor nad zahodnim Kentuckyjem in odprla Tennessee.
V bitki pri Shilohu, v Shilohu v okrožju Hardin v Tennesseeju, aprila 1862, so konfederacijske sile sprožile presenetljiv napad na sile Unije, jih potisnile nazaj k reki, ko se je spustila noč. Vendar pa je čez noč mornarica pripeljala okrepitve in Grant je izvedel protinapad. Grant in Unija sta na koncu dosegla odločilno zmago v prvi bitki z velikim številom žrtev, kar se je izkazalo za prvo v nizu takšnih bitk. Konfederacijske sile so izgubile Alberta Sidneya Johnstona, ki je veljal za njihovega najboljšega generala, preden je Lee prevzel poveljstvo.
Ena od zgodnjih ciljev Unije je bila zavzeti reko Mississippi, kar bi ji omogočilo, da Konfederacijo prereže na pol. Mississippi je bil odprt za promet Unije do južne meje Tennesseeja, potem ko je zavzela otok št. 10, New Madrid v Missouriju in nato Memphis v Tennesseeju.
"Aprila 1862 je mornarica Unije zavzela New Orleans. Ključ do reke Mississippi je bil New Orleans, največje pristanišče na jugu ter največje industrijsko središče. Ameriške pomorske sile pod poveljstvom Davida Farraguta so preplavile konfederacijske obrambne položaje južno od New Orleansa. Konfederacijske sile so zapustile mesto, s čimer so Uniji dale ključno oporišče na globokem jugu, kar je omogočilo silam Unije, da so se premaknile navzgor po Mississippiju. [Memphis je padel v roke silam Unije 6. junija 1862, kar mu je omogočilo, da je služil kot ključna baza za nadaljnje napredovanje Unije proti jugu vzdolž Mississippija. Na reki Mississippi je Unija zavzela vsa utrjena mesta z izjemo Vicksburga, Mississippi. Toda konfederacijski nadzor nad Vicksburgom je bil zadosten, da je Uniji preprečil nadzor nad celotno reko.
Braggova druga invazija na Kentucky je vključevala začetne uspehe, vključno z zmago Kirbyja Smitha v Bitki pri Richmondu in zavzetjem prestolnice Kentuckyja, Frankforta 3. septembra 1862. Kampanja se je končala z nepomembno zmago nad generalmajorjem Donom Carlosom Buellom v Bitki pri Perryvillu, in Bragg je bil prisiljen končati svoj poskus invazije in nadzora nad Kentuckyjem. Zaradi pomanjkanja logistične podpore in pehotnih rekrutov je bil Bragg namesto tega prisiljen k umiku in je bil na koncu tesno poražen s strani generalmajorja Williama Rosecransa v Bitki pri Stones River v Tennesseeju, kar se je izkazalo za vrhunec kampanje pri Stones River.
Ameriške pomorske sile so pomagale Grantu v dolgi, kompleksni Vicksburški kampanja, ki je privedla do predaje konfederacijskih sil v bitki pri Vicksburgu julija 1863, kar je utrdilo nadzor Unije nad reko Mississippi v eni od prelomnic vojne. Edina jasna konfederacijska zmaga na Zahodu je bila bitka pri Chickamaugi. Po Rosecransovi uspešni kampanji pri Tullahoma je Bragg, okrepljen s korpusom generalpodpolkovnika Jamesa Longstreeta premagal Rosecransa, kljub obrambnemu stališču generalmajorja Georgea Henryja Thomasa. Rosecrans se je umaknil v Chattanoogo, Tennessee, kjer je bil Bragg nato oblegan v kampanji pri Chattanoogi. Grant je odkorakal na pomoč Rosecransu, kjer je vodil poraz Bragga v tretji bitki pri Chattanoogi, kar je sčasoma povzročilo, da je Longstreet opustil svojo kampanjo pri Knoxvilleu in pregnal konfederacijske sile iz Tennesseeja ter odprl pot v Atlanto in srce Konfederacije.

## Trans-Mississippi gledališče

### Ozadje
Trans-Mississippi gledališče se nanaša na vojaške operacije zahodno od Mississippija, ki zajemajo večino Missourija, Arkansasa, večino Louisiane in Indijansko ozemlje v današnji Oklahomi. Trans-Mississippi okrožje je ustanovila vojska Konfederativnih držav za boljše usklajevanje poveljstva Ben McCullocha nad četami v Arkansasu in Louisiani, Sterling Priceove Državne garde Missourija, kot tudi dela poveljstva Earla Van Dorna, ki je vključevalo Indijansko ozemlje in izključevalo Vojsko Zahoda. Poveljstvo Unije je bilo Trans-Mississippi divizija ali Vojaška divizija Zahodnega Mississippija.

### Bitke
Prva bitka trans-mississippijskega gledališča je bila Bitka pri Wilson's Creeku (avgust 1861). Konfederativne sile so bile izgnane iz Missourija zgodaj v vojni kot posledica Bitke pri Pea Ridgeu.
Obsežno gverilsko vojskovanje je zaznamovalo trans-mississippijsko regijo, saj Konfederaciji ni bilo na voljo dovolj vojakov in logistike za podporo rednim vojskam, ki bi lahko izzvale nadzor Unije. Potujoče konfederativne skupine, kot so bili Quantrillovi napadalci, so terorizirale podeželje, napadale vojaške objekte in civilna naselja. "Sinovi svobode" in "Red ameriških vitezov" so napadali pro-unijske ljudi, izvoljene uradnike in neoborožene uniformirane vojake. Teh partizanov ni bilo mogoče pregnati iz Missourija, dokler ni bila angažirana celotna redna pehotna divizija Unije. Do leta 1864 so te nasilne dejavnosti škodovale vsenacionalnemu protivojnemu gibanju, ki se je organiziralo proti ponovni izvolitvi Lincolna. Missouri ni le ostal v Uniji, ampak je Lincoln prejel 70 odstotkov glasov za ponovno izvolitev.
Manjše vojaške akcije južno in zahodno od Missourija so si prizadevale nadzorovati Indijansko ozemlje in Novo Mehiko za Unijo. Bitka pri Glorieta Passu je bila odločilna bitka kampanje v Novi Mehiki. Unija je leta 1862 odbila konfederativne vpade v Novo Mehiko, izgnana arizonska vlada pa se je umaknila v Teksas. Na Indijanskem ozemlju je izbruhnila državljanska vojna znotraj plemen. Približno 12.000 indijanskih bojevnikov se je borilo za Konfederacijo, vendar manj za Unijo. Najvidnejši Cherokee je bil brigadni general Stand Watie, zadnji konfederacijski general, ki se je predal.
Po padcu Vicksburga julija 1863 je Jefferson Davis obvestil generala Kirbyja Smitha v Teksasu, da ne more pričakovati nadaljnje pomoči z vzhoda Mississippija. Čeprav mu je primanjkovalo sredstev za premagovanje vojsk Unije, je v Tylerju zgradil mogočen arzenal, skupaj s svojim gospodarstvom Kirby Smithdom, virtualno "neodvisnim fevdom" v Teksasu, vključno z gradnjo železnic in mednarodnim tihotapljenjem. Unija se mu, po drugi strani, ni neposredno zoperstavila. Njena kampanja Red River Campaign leta 1864 za zavzetje Shreveporta v Louisiani je propadla in Teksas je ostal v rokah Konfederacije skozi celotno vojno.

## Spodnje obalno bojišče

### Ozadje
Spodnje obalno bojišče se nanaša na vojaške in pomorske operacije, ki so se odvijale v bližini obalnih območij jugovzhoda ter v južnem delu Mississippija. Pomorske dejavnosti Unije so bile določene z načrtom Anaconda.

### Bitke
Ena najzgodnejših bitk se je odvijala novembra 1861 pri Port Royal Soundu, južno od Charlestona. Velik del vojne ob obali Južne Karoline se je osredotočal na zavzetje Charlestona. Pri poskusu zavzetja Charlestona je vojska Unije poskusila dva pristopa: po kopnem preko otokov James ali Morris ali skozi pristanišče. Vendar so Konfederati uspeli odbiti vsak napad. Znan kopenski napad je bila druga bitka pri Fort Wagnerju, v kateri je sodelovala 54. pehotna divizija Massachusettsa. Unija je utrpela hud poraz, izgubila je 1.515 vojakov, medtem ko so Konfederati izgubili le 174. Vendar je bila 54. divizija hvaljena zaradi svoje hrabrosti, kar je spodbudilo splošno sprejetje novačenja afroameriških vojakov v vojsko Unije, kar je okrepilo številčno prednost Unije.
Fort Pulaski na obali Georgie je bil zgodnja tarča mornarice Unije. Po zavzetju Port Royala je bila organizirana ekspedicija z inženirskimi četami pod poveljstvom kapitana Quincyja Adamsa Gillmoreja, ki je prisilila Konfederate k predaji. Vojska Unije je po popravilu zasedla trdnjavo do konca vojne.
Aprila 1862 je pomorska delovna skupina Unije pod poveljstvom poveljnika Davida Dixona Porterja napadla trdnjavi Jackson in St. Philip, ki sta varovali rečni pristop do New Orleansa z juga. Medtem ko je del flote bombardiral trdnjavi, druga plovila so prebila ovire v reki in omogočila preostanku flote, da je plula gorvodno do mesta. Sile vojske Unije pod poveljstvom generalmajorja Benjamina Butlerja so pristale blizu utrdb in jih prisilile k predaji. Butlerjevo kontroverzno poveljstvo v New Orleansu mu je prislužilo vzdevek "Zver".
Naslednje leto je vojska Unije Army of the Gulf pod poveljstvom generalmajorja Nathaniela P. Banksa oblegala Port Hudson skoraj osem tednov, kar je bilo najdaljše obleganje v vojaški zgodovini ZDA. Konfederati so se poskušali braniti z Bayou Teche Campaign, vendar so se predali po Vicksburgu. Te predaje so Uniji dale nadzor nad Mississippijem.
V Floridi je bilo nekaj manjših spopadov, vendar nobenih večjih bitk. Največja je bila bitka v Olustee v začetku leta 1864.

## Pacifiško obalno bojišče
Pacifiško obalno bojišče se nanaša na vojaške operacije na Tihem oceanu ter v zveznih državah in ozemljih zahodno od kontinentalne razvodnice Amerik.

## Osvojitev Virginije
V začetku leta 1864 je Lincoln imenoval Granta za poveljnika vseh vojsk Unije. Grant je svoj štab postavil pri vojski Potomaca in generalmajorja Williama Tecumseha Shermana postavil za poveljnika večine zahodnih vojsk. Grant je razumel koncept totalne vojne in je verjel, skupaj z Lincolnom in Shermanom, da bo vojno končal le popoln poraz konfederacijskih sil in njihove ekonomske baze. To je bila totalna vojna ne v smislu ubijanja civilistov, temveč v smislu škodovanja sposobnosti Konfederacije za proizvodnjo in transport zalog, potrebnih za nadaljevanje vojne. Sherman je po Grantovih navodilih zasegel zaloge in uničil domove, kmetije in železnice, za kar je Grant dejal, da bi "drugače šlo v podporo secesiji in uporu. Verjamem, da je ta politika bistveno vplivala na pospešitev konca."
Grant je zasnoval usklajeno strategijo, ki bi udarila po celotni Konfederaciji iz več smeri. Generaloma Meadu in Butlerju je bilo ukazano, naj se premakneta proti Leeju blizu Richmonda, general Franz Sigel naj bi |napadal dolino Shenandoah, general Sherman naj bi zavzel Atlanto in se odpravil proti Atlantskemu oceanu, generala George Crook in William W. Averell naj bi delovala proti železniškim oskrbovalnim linijam v Zahodni Virginiji, generalmajor Nathaniel P. Banks pa naj bi zavzel Mobile, Alabama, Alabama.

### Grantova kopenska kampanja
Grantova vojska se je odpravila na Overland Campaign (kopensko kampanjo) z namenom, da bi Leeja zvabila v obrambo Richmonda, kjer bi poskušali prikleniti in uničiti konfederacijsko vojsko.Vojska Unije je najprej poskušala manevrirati mimo Leeja in se borila v več bitkah, zlasti pri Wildernessu, Spotsylvanii in Cold Harborju. Te so povzročile velike izgube na obeh straneh in prisilile Leejeve konfederate k večkratnemu umiku. V bitki pri Yellow Tavernu so konfederati izgubili Jeba Stuarta.
Poskus, da bi Leeja obkolili z juga, je Butlerju spodletel, saj je bil ujet v okljuku reke Bermuda Hundred. Vsaka bitka je povzročila nazadovanja za Unijo, ki so odražala tista, ki so jih utrpeli pod prejšnjimi generali, čeprav se je Grant, za razliko od njih, odločil za boj namesto za umik. Grant je bil vztrajen in je Leejevo vojsko Severne Virginije potiskal nazaj proti Richmondu. Medtem, ko se je Lee pripravljal na napad na Richmond, se je Grant nepričakovano obrnil proti jugu, da bi prečkal reko James in začel dolgotrajno obleganje Petersburga, kjer sta se vojski več kot devet mesecev borili v vojni iza jarkov.

### Sheridanova dolinska kampanja
Da bi Konfederaciji preprečil nadaljnjo uporabo doline Shenandoah kot baze za napade na Maryland in območje Washingtona ter ogrozil Leejeve oskrbovalne linije za njegove sile, je Grant spomladi 1864 sprožil dolinske kampanje. Začetne napore, ki jih je vodil general Sigel, je v bitki pri New Marketu odbil konfederacijski general John C. Breckinridge. Bitka pri New Marketu je bila zadnja velika zmaga Konfederacije in je vključevala napad najstniških kadetov Vojaškega inštituta Virginije (VMI). Po razrešitvi Sigela in po mešanih predstavah njegovega naslednika je Grant končno našel poveljnika, generala Philipa Sheridana, dovolj agresivnega, da je premagal vojsko generalmajorja Jubala A. Earlyja. Po previdnem začetku je Sheridan premagal Earlyja v nizu bitk septembra in oktobra 1864, vključno z odločilnim porazom v bitki pri Cedar Creeku. Sheridan je nato čez zimo uničil kmetijsko bazo doline Shenandoah, strategijo, podobno taktiki, ki jo je Sherman kasneje uporabil v Georgii.

### Shermanov pohod na morje
Medtem je Sherman manevriral iz Chattanooge v Atlanto in premagal konfederacijska generala Josepha E. Johnstona in Johna Bella Hooda. Padec Atlante 2. septembra 1864 je zagotovil ponovno izvolitev Lincolna. Hood je zapustil območje Atlante, da bi se obrnil in ogrozil Shermanove oskrbovalne linije ter napadel Tennessee v kampanji Franklin–Nashville. Generalmajor Unije John Schofield je premagal Hooda v bitki pri Franklinu, George H. Thomas pa je Hoodu zadal velik poraz v bitki pri Nashvillu, s čimer je dejansko uničil Hoodovo vojsko.
Zapustivši Atlanto in svojo oskrbovalno bazo, je Shermanova vojska, brez določene destinacije, uničila približno 20% kmetij v Georgii v svojem "Pohodu na morje". Decembra 1864 je prispela do Atlantika v Savannah, Georgia. Shermanovi vojski je sledilo na tisoče osvobojenih sužnjev; med pohodom ni bilo večjih bitk. Sherman se je obrnil proti severu skozi Južno Karolino in Severno Karolino, da bi se približal konfederacijskim virginijskim linijam z juga, s čimer je povečal pritisk na Leejevo vojsko.

### Waterloo Konfederacije
Leejeva vojska, oslabljena zaradi dezertiranja in žrtev, je bila zdaj veliko manjša od Grantove. Zadnji poskus Konfederacije, da bi prekinila nadzor Unije nad Petersburgom, je propadel v odločilni bitki pri Five Forks 1. aprila. Unija je zdaj nadzorovala celoten obod okoli Richmonda–Petersburga, saj jo je popolnoma odrezal od Konfederacije. Ko je spoznala, da je prestolnica izgubljena, sta bila Leejeva vojska in konfederacijska vlada prisiljeni v evakuacijo. Konfederacijska prestolnica je padla 2.–3. aprila v roke XXV. korpusa Unije, sestavljenega iz črnih vojakov. Preostale konfederacijske enote so po porazu v bitki pri Saylerjevem potoku 6. aprila pobegnile na zahod.

## Konec vojne
Lee se ni nameraval predati, ampak se je nameraval pregrupirati pti Appomattox Station, kjer naj bi ga čakale zaloge in nato nadaljevati vojno. Grant je zasledoval Leeja in ga prehitel, tako da je bila Leejeva vojska, ko je prispela v Nacionalni zgodovinski park Appomattox Court House, obkoljena. Po začetni bitki]] se je Lee odločil, da je boj brezupen in 9. aprila 1865 predal svojo vojsko Severne Virginije Grantu med konferenco v McLean House (Appomattox, Virginia). V netradicionalni gesti in kot znak Grantovega spoštovanja ter pričakovanja mirne vrnitve konfederacijskih držav v Unijo, je Leeju bilo dovoljeno obdržati meč in konja. Njegovi možje so bili pogojno izpuščeni in začela se je veriga konfederacijskih predaj.
14. aprila 1865 je bil predsednik Lincoln ustreljen s strani Johna Wilkesa Bootha, konfederacijskega simpatizerja. Lincoln je umrl zgodaj naslednje jutro. Lincolnov podpredsednik, Andrew Johnson, je ostal nepoškodovan, ker je njegov morebitni morilec George Atzerodt]] izgubil pogum, zato je bil Johnson takoj zaprisežen kot predsednik.
Medtem so se konfederacijske sile po jugu predale, ko jih je dosegla novica o Leejevi predaji. 26. aprila, istega dne, ko je narednik Boston Corbett ubil Bootha v tobakarni, je Johnston predal skoraj 90.000 vojakov Vojske Tennesseeja Shermanu pri Bennett Place, blizu današnjega Durhama, Severna Karolina. Izkazalo se je, da je bila to največja predaja konfederacijskih sil. 4. maja so se vse preostale konfederacijske sile v Alabami, Mississippiju in Louisiani vzhodno od Mississippija, pod poveljstvom generalpodpolkovnika Richarda Taylorja, predale. Konfederacijski predsednik Davis je bil ujet med umikom v Irwinville, Georgia 10. maja.
Zadnja kopenska bitka je bila 13. maja 1865 pri pri Palmito Ranchu v Teksasu. 26. maja 1865 je konfederacijski generalpodpolkovnik [imon B. Buckner, ki je deloval v imenu Edmunda Smitha, podpisal vojaško konvencijo o predaji konfederacijskih sil v Trans-Mississippi Department] Ta datum sodobniki in zgodovinarji pogosto navajajo kot dejanski konec vojne. 2. junija, ko je večina njegovih čet že odšla domov, Kirby Smith ni imel druge izbire, kot da podpiše uradni dokument o predaji. 23. junija je vodja Cherokee plemena in brigadni general Stand Watie postal zadnji konfederacijski general, ki je predal svoje sile.
19. junija 1865 je generalmajor Unije Gordon Granger objavil Splošni ukaz št. 3, s čimer je v Teksasu začela veljati Proklamacija o emancipaciji in osvobodila zadnje sužnje Konfederacije. Obletnica tega datuma se zdaj praznuje kot Juneteenth.
Pomorski del vojne se je končal počasneje. Začel se je 11. aprila, dva dni po Leejevi predaji, ko je Lincoln razglasil, da tuje države nimajo več "zahtev ali pretvez", da bi zanikale enakost pomorskih pravic in gostoljubja ameriškim vojnim ladjam in da bi se pravice, podeljene konfederacijskim ladjam za uporabo nevtralnih pristanišč kot varnih zatočišč pred ameriškimi vojnimi ladjami, morale končati. Ker ni bilo odziva na Lincolnovo proklamacijo, je predsednik Johnson izdal podobno proklamacijo z dne 10. maja, v kateri je bolj neposredno navedel, da se vojna skoraj končuje in da uporniške križarke, ki so še na morju in se pripravljajo na napad na ameriške ladje, ne bi smele imeti pravice do tega z uporabo varnih tujih pristanišč ali voda. Britanija se je končno odzvala 6. junija, s posredovanjem pisma zunanjega ministra Johna Russella, 1st Earl Russell, lordom Admiralitete, s katerim je umaknil pravice konfederacijskim vojaškim ladjam za vstop v britanska pristanišča in vode. Ameriški državni sekretar Seward je pozdravil umik koncesij Konfederaciji. Končno, 18. oktobra, je Russell obvestil Admiraliteto, da je čas, določen v njegovem junijskem sporočilu, potekel in da so "vsi omejevalni ukrepi za vojaške ladje Združenih držav v britanskih pristaniščih, zalivih in vodah zdaj končani". Kljub temu je bila končna predaja Konfederacije v Liverpoolu v Angliji, kjer je James Iredell Waddell, kapitan ladje Shenandoah, 6. novembra predal križarko britanskim oblastem.
Pravno se vojna ni končala do 20. avgusta 1866, ko je predsednik Johnson izdal proglas, ki je razglasil, "da je omenjeni upor končan in da mir, red, spokojnost in civilna oblast zdaj obstajajo v in po celotnih Združenih državah Amerike".

## Zmaga Unije
Vzroki vojne, razlogi za njen izid in celo njeno ime so predmet dolgotrajnih sporov. Sever in Zahod sta obogatela, medtem ko je nekoč bogati Jug za stoletje osiromašel. Nacionalna politična moč lastnikov sužnjev in bogatih južnjakov se je končala. Zgodovinarji so manj prepričani o rezultatih povojne rekonstrukcije, zlasti glede drugorazrednega državljanstva osvobojenih in njihove revščine.
Zgodovinarji so razpravljali o tem, ali bi Konfederacija lahko zmagala v vojni. Večina strokovnjakov, vključno z James M. McPhersonom trdi, da je bila zmaga Konfederacije mogoča. McPherson trdi, da je prednost Severa v prebivalstvu in virih verjetno omogočila zmago Severa, vendar ne zagotovljeno. Trdi, da bi Konfederacija, če bi se borila z nekonvencionalnimi taktikami, lažje zdržala dovolj dolgo, da bi izčrpala Unijo. Konfederati niso potrebovali invazije in zasedbe sovražnega ozemlja za zmago, ampak le obrambno vojno, da bi prepričali Sever, da je cena zmage previsoka. Sever je moral osvojiti in obdržati obsežna območja sovražnega ozemlja ter premagati konfederacijske vojske, da bi zmagal. Lincoln ni bil vojaški diktator in se je lahko boril le, dokler je ameriška javnost podpirala vojno. Konfederacija si je prizadevala pridobiti neodvisnost tako, da bi preživela Lincolna; vendar pa je po padcu Atlante in Lincolnovi zmagi nad McClellana na volitvah leta 1864 upanje na politično zmago Juga izginilo. Lincoln si je zagotovil podporo republikancev, vojnih demokratov, obmejnih držav, osvobojenih sužnjev ter nevtralnost Britanije in Francije. S premagovanjem demokratov in McClellana je premagal Copperheadse] ki so si želeli pogajalski mir s Konfederacijo.
|                    | Leto    | Unija            | Konfederacija   |
| ------------------ | ------- | ---------------- | --------------- |
| Prebivalstvo       | 1860    | 22.100.000 (71%) | 9.100.000 (29%) |
| Prebivalstvo       | 1864    | 28.800.000 (90%) | 3.000.000 (10%) |
| Svobodni           | 1860    | 21.700.000 (98%) | 5.600.000 (62%) |
| Sužnji             | 1860    | 490.000 (2%)     | 3.550.000 (38%) |
| Sužnji             | 1864    | zanemarljivo     | 1.900.000       |
| Vojaki             | 1860–64 | 2.100.000 (67%)  | 1.064.000 (33%) |
| Železniške milje   | 1860    | 21.800 (71%)     | 8.800 (29%)     |
| Železniške milje   | 1864    | 29.100 (98%)     | zanemarljivo    |
| Proizvodnja        | 1860    | 90%              | 10%             |
| Proizvodnja        | 1864    | 98%              | 2%              |
| Proizvodnja orožja | 1860    | 97%              | 3%              |
| Proizvodnja orožja | 1864    | 98%              | 2%              |
| Bale bombaža       | 1860    | zanemarljivo     | 4,500,000       |
| Bale bombaža       | 1864    | 300,000          | zanemarljivo    |
| Izvoz              | 1860    | 30%              | 70%             |
| Izvoz              | 1864    | 98%              | 2%              |

Nekateri strokovnjaki trdijo, da je Unija imela nepremostljivo dolgoročno prednost pred Konfederacijo v industrijski moči in prebivalstvu. Konfederacijska dejanja so, trdijo, le odložila poraz. Zgodovinar Shelby Foote je to mnenje jedrnato izrazil: 
Mislim, da se je Sever boril v tej vojni z eno roko za hrbtom .... če bi bilo več južnih zmag in to veliko več, bi Sever preprosto potegnil tisto drugo roko izza hrbta. Mislim, da Jug nikoli ni imel možnosti, da bi zmagal v tej vojni.
Manjšinsko mnenje med zgodovinarji je, da je Konfederacija izgubila, ker, kot je dejal E. Merton Coulter, "ljudje niso dovolj močno in dovolj dolgo hoteli zmagati". Vendar pa večina zgodovinarjev zavrača ta argument. McPherson je po branju tisočev pisem, ki so jih napisali konfederacijski vojaki, ugotovil močan patriotizem, ki se je nadaljeval do konca; resnično so verjeli, da se borijo za svobodo in neodvisnost. Tudi ko je Konfederacija vidno propadala v letih 1864–65, se je večina konfederacijskih vojakov močno borila. Zgodovinar Gary Gallagher navaja generala Shermana, ki je v začetku leta 1864 komentiral: "Hudiči se zdijo odločni, kar je vredno občudovanja." Kljub izgubi sužnjev in bogastva, z grozečo lakoto, je Sherman nadaljeval: "vendar ne vidim nobenega znaka popuščanja – nekaj dezerterjev – veliko jih je utrujenih od vojne, vendar so množice odločene, da se bodo borile do konca."
Pomembna sta bila tudi Lincolnova zgovornost pri artikuliranju nacionalnega namena in njegova spretnost pri ohranjanju zavezanosti obmejnih držav k cilju Unije. Emancipacijska proklamacija je bila učinkovita uporaba predsednikovih vojnih pooblastil. Konfederacijska vlada ni uspela vključiti Evrope v vojaške operacije. Južni voditelji so potrebovali pomoč evropskih sil, da bi prekinili blokado, ki jo je Unija vzpostavila okoli južnih pristanišč. Lincolnova pomorska blokada je bila 95-odstotno učinkovita pri zaustavljanju trgovskega blaga; posledično sta se uvoz in izvoz na jug znatno zmanjšala. Obilje evropskega bombaža in britansko sovraštvo do suženjstva, skupaj z Lincolnovimi pomorskimi blokadami, so močno zmanjšali možnosti, da bi se Velika Britanija ali Francija vključili v vojno.
Zgodovinar Don H. Doyle je trdil, da je zmaga Unije imela velik vpliv na svetovno zgodovino. Zmaga Unije je okrepila popularne demokratične sile. Zmaga Konfederacije pa bi pomenila novo rojstvo suženjstva, ne svobode. Zgodovinar Fergus Bordewich, po Doylu, trdi:
Severna zmaga je odločno dokazala trajnost demokratične vlade. Neodvisnost Konfederacije bi po drugi strani vzpostavila ameriški model za reakcionarno politiko in zatiranje na podlagi rase, kar bi verjetno vrglo mednarodno senco v 20. stoletje in morda dlje. Učenci so razpravljali o tem, kakšni so bili učinki vojne na politično in gospodarsko moč na jugu. Prevladujoče mnenje je, da je južna plantažna elita ohranila svoj močan položaj na jugu. Vendar pa študija iz leta 2017 to izpodbija, saj ugotavlja, da so nekateri južni eliti ohranili svoj ekonomski status, vendar je nemir v 1860-ih ustvaril večje priložnosti za ekonomsko mobilnost na jugu kot na severu.

## Žrtve
| Kategorija                                                 | Unija            | Konfederacija    |
| ---------------------------------------------------------- | ---------------- | ---------------- |
| Ubiti v akciji                                             | 110,100          | 94,000           |
| Bolezen                                                    | 224,580          | 164,000          |
| Ranjeni v akciji                                           | 275,154          | 194,026          |
| Ujeti (vključno s tistimi, ki so umrli kot vojni ujetniki) | 211,411 (30,192) | 462,634 (31,000) |
| Skupaj                                                     | 821,245          | 914,660          |

Natančne številke žrtev so bile zbrane za Unijo, vendar so bili zapisi Konfederacije slabo vodeni ali izgubljeni v kaosu poraza. Zato so številke žrtev nenatančne in temeljijo na statistični ekstrapolaciji. Nobena stran ni vodila evidence civilnih žrtev zaradi vojne. V 19. stoletju je bil število mrtvih ocenjeno na nižjih 620.000. Leta 2011 je bilo število mrtvih ponovno izračunano na podlagi 1% vzorca podatkov popisa, kar je dalo približno 750.000 mrtvih vojakov, 20 odstotkov več, kot je bilo tradicionalno ocenjeno, in morda celo 850.000. Številka je bila leta 2024 ponovno izračunana na 698.000 mrtvih vojakov po pregledu novo dostopnih celotnih popisnih zapisov. Stopnja umrljivosti med moškimi je bila kar 19 odstotkov v Louisiani in 16,6–16,7 odstotka v Georgiji oziroma Južni Karolini.
Vojna je povzročila najmanj 1.030.000 žrtev (3 % prebivalstva), vključno z ocenjenimi 698.000 smrtmi vojakov – dve tretjini zaradi bolezni. Na podlagi podatkov popisa iz leta 1860 je v vojni umrlo 8 % vseh belih moških, starih od 13 do 43 let, vključno s 6 % na Severu in 18 % na Jugu. Približno 56.000 vojakov je umrlo v taboriščih za vojne ujetnike med vojno. Ocenjuje se, da je 60.000 vojakov izgubilo ude. Kot ugotavlja McPherson, je vojna "stala toliko ameriških življenj kot vse druge vojne države skupaj do Vietnama".
Od 359.528 mrtvih vojakov Unije, kar je znašalo 15 % od več kot dveh milijonov, ki so služili:
- 110.070 jih je bilo ubitih v akciji (67.000) ali umrlo zaradi ran (43.000).

- 199.790 jih je umrlo zaradi bolezni (75 % je bilo posledica vojne, preostali bi se zgodili v civilnem življenju tako ali tako)

- 24.866 jih je umrlo v taboriščih za vojne ujetnike Konfederacije

- 9.058 jih je umrlo zaradi nesreč ali utopitve

- 15.741 drugih/neznanih smrti

Poleg tega je bilo 4.523 smrti v mornarici (2.112 v bitki) in 460 v marincih (148 v bitki).
Potem, ko je Emancipacijska proklamacija pooblastila osvobojene sužnje, da "so sprejeti v oborožene sile Združenih držav", so bili nekdanji sužnji, ki so pobegnili s plantaž ali so jih osvobodile sile Unije, rekrutirani v polke United States Colored Troops vojske Unije, prav tako pa tudi črni moški, ki niso bili sužnji. U.S. Colored Troops so predstavljali 10 % smrtnih žrtev Unije – 15 % smrti Unije zaradi bolezni in manj kot 3 % tistih, ki so bili ubiti v bitki. Izgube med Afroameričani so bile visoke. V zadnjem letu in pol in od vseh prijavljenih žrtev je približno 20 % vseh črncev, vključenih v vojsko, umrlo med vojno. Njihova stopnja umrljivosti je bila bistveno višja kot pri belih vojakih. Medtem ko je umrlo 15 % prostovoljcev ZDA in le 9 % belih vojakov redne vojske, je umrlo 21 % vojakov U.S. Colored Troops.:16
 bojišču leta 1862]]
Medtem, ko so številke 360.000 mrtvih vojakov za Unijo in 260.000 za Konfederacijo ostale pogosto citirane, vendar so nepopolne. Poleg tega, da veliko konfederacijskih zapisov manjka, deloma zato, ker konfederacijske vdove niso poročale o smrtih zaradi neupravičenosti do ugodnosti, sta obe vojski šteli le vojake, ki so umrli med služenjem, in ne desettisočev, ki so umrli zaradi ran ali bolezni po odpustu. To se je pogosto zgodilo le nekaj dni ali tednov kasneje. Francis Amasa Walker, nadzornik popisa prebivalstva leta 1870, je uporabil podatke popisa in glavnega kirurga za oceno najmanj 500.000 vojaških smrti Unije in 350.000 vojaških smrti Konfederacije, skupaj 850.000 vojakov. Medtem ko so bile Walkerjeve ocene prvotno zavrnjene zaradi podcenjevanja popisa prebivalstva leta 1870, je bilo kasneje ugotovljeno, da je bil popis napačen le za 6,5 odstotka in da bi bili podatki, ki jih je uporabil Walker, približno točni.
Izgube so bile veliko večje kot med vojno z Mehiko, v kateri je med letoma 1846 in 1848 umrlo približno 13.000 Američanov, vključno z manj kot dva tisoč ubitimi v bitki. Eden od razlogov za veliko število smrtnih žrtev v državljanski vojni je bila nadaljnja uporaba taktik, podobnih tistim iz Napoleonovih vojn, kot je napad. Z razvojem natančnejših narebričenih cevi, Minié krogel in (proti koncu vojne za Unijo) ponavljajočih se strelnega orožja, kot staSpencerjeva ponavljajoča se puška in Henryjeva ponavljajoča se puška, so bili vojaki pokošeni, ko so stali v vrstah na odprtem. To je privedlo do sprejetja jarkovske vojne, sloga bojevanja, ki je opredelil velik del prve svetovne vojne.
Smrti med nekdanjimi sužnji je bilo težko oceniti zaradi pomanjkanja zanesljivih podatkov popisa, čeprav je bilo znano, da so bile precejšnje, saj so bili nekdanji sužnji osvobojeni ali so pobegnili v velikem številu na območjih, kjer vojska Unije ni imela dovolj zavetja, zdravnikov ali hrane zanje. Profesor Jim Downs navaja, da je med vojno zaradi bolezni, lakote ali izpostavljenosti umrlo na desettisoče do stotisoče sužnjev in da bi, če bi se te smrti štele v skupno število žrtev vojne, število mrtvih preseglo 1 milijon.
Ocenjuje se, da je med vojno od ubitih kopitarjev, vključno s konji, mulami, osli in celo zaplenjenimi otroškimi poniji, več kot 32.600 pripadalo Uniji in 45.800 Konfederaciji. Vendar pa druge ocene postavljajo skupno število na 1.000.000.
Ocenjuje se, da je Unija med vojno zajela 544 konfederacijskih zastav. Zastave so bile poslane Ministrstvu za vojno v Washingtonu. Zastave Unije, ki so jih zajeli konfederati, so bile poslane v Richmond.

## Emancipacija
Odprava suženjstva ni bila od samega začetka vojni cilj Unije, vendar je to hitro postala. Lincoln je sprva trdil, da je ohranitev Unije osrednji cilj. Nasprotno, Jug se je boril za ohranitev suženjstva. Čeprav se niso vsi južnjaki videli kot borci za suženjstvo, je imela večina častnikov in več kot tretjina navadnih vojakov v Leejevi vojski tesne družinske vezi s suženjstvom. Za severnjake je bila motivacija predvsem ohranitev Unije, ne odprava suženjstva. Vendar pa, ko se je vojna vlekla in je postalo jasno, da je suženjstvo osrednjega pomena za konflikt in da je emancipacija (če citiramo Emancipacijsko proklamacijo) "primerna in nujna vojna mera za zatiranje [upora]", sta Lincoln in njegov kabinet postavila konec suženjstvu kot vojni cilj, kar je kulminiralo v Emancipacijski proklamaciji. Lincolnova odločitev za izdajo Proklamacije je razjezila mirovniške demokrate ("Copperheads") in vojne demokrate, vendar je spodbudila večino republikancev. Z opozorilom, da bodo svobodni črnci preplavili Sever, so demokrati dosegli napredek na volitvah leta 1862, vendar niso pridobili nadzora nad kongresom. Republikanski protiargument, da je suženjstvo opora sovražnika, je nenehno pridobival podporo, demokrati pa so odločno izgubili na volitvah leta 1863 v severni državi Ohio, ko so poskušali obuditi protičrnske občutke.

### Emancipacijska proklamacija
Emancipacijska proklamacija je pravno osvobodila sužnje v državah "v uporu", vendar se je v praksi suženjstvo za 3.5 milijona temnopoltih ljudi na Jugu dejansko končalo na vsakem območju, ko so prispele vojske Unije. Zadnji konfederacijski sužnji so bili osvobojeni 19. junija 1865, kar se praznuje kot sodobni praznik Juneteenth. Sužnje v obmejnih državah in tiste na nekaterih nekdanjih konfederacijskih ozemljih, zasedenih pred Emancipacijsko proklamacijo, so osvobodili z državnim aktom ali (6. decembra 1865) s Trinajstim amandmajem. Emancipacijska proklamacija je omogočila črncem, tako svobodnim temnopoltim kot pobeglim sužnjem, da se pridružijo vojski Unije. Približno 190.000 se jih je javilo, kar je še povečalo številčno prednost, ki so jo imele vojske Unije pred Konfederati, ki si niso upali posnemati enakovrednega vira delovne sile iz strahu pred spodkopavanjem legitimnosti suženjstva.
Med vojno so bila mnenja glede sužnjev, suženjstva in emancipacije v Združenih državah razdeljena. Lincolnovi strahovi pred tem, da bi suženjstvo postalo vojno vprašanje, so temeljili na kruti resničnosti: odprava suženjstva ni uživala široke podpore na zahodu, na ozemljih in v obmejnih državah. Leta 1861 je Lincoln skrbelo, da bi prezgodnji poskusi emancipacije pomenili izgubo obmejnih držav, in da je "izgubiti Kentucky skoraj enako kot izgubiti celotno igro". Copperheadi in nekateri vojni demokrati so nasprotovali emancipaciji, čeprav so jo slednji sčasoma sprejeli kot del totalne vojne, potrebne za rešitev Unije.
Lincoln je razveljavil poskuse emancipacije s strani vojnega ministra Simona Camerona in generalov Johna C. Frémonta in Davida Hunterja, da bi ohranil zvestobo obmejnih držav in vojnih demokratov. Lincoln je obmejne države opozoril, da se bo zgodila bolj radikalna vrsta emancipacije, če bodo zavrnile njegov načrt postopne kompenzirane emancipacije in prostovoljne kolonizacije nazaj v Afriko. Toda kompenzirana emancipacija se je zgodila le v okrožju Columbia, kjer je imel kongres pooblastilo za njeno uveljavitev. Ko je Lincoln svojemu kabinetu povedal o svoji predlagani razglasitvi emancipacije, ki bi veljala za države, ki so bile še vedno v uporu 1. januarja 1863, je Seward Lincolnu svetoval, naj počaka na vojaško zmago Unije, preden jo izda, ker bi se sicer zdelo kot "naš zadnji krik ob umiku". Walter Stahr pa piše: "Obstajajo pa sodobni viri, ki kažejo, da so bili pri odločitvi za odložitev vpleteni tudi drugi," in Stahr jih citira.
Lincoln je postavil temelje za javno podporo v odprtem pismu, objavljenem kot odgovor na "Molitev dvajsetih milijonov" Horace Greeleyja; pismo je navajalo, da je Lincolnov cilj rešiti Unijo in da bi, če bi osvobodil sužnje, to bilo sredstvo za ta cilj. Imel je tudi srečanje v Beli hiši s petimi afroameriškimi predstavniki 14. avgusta 1862. Uredil je prisotnost novinarja in svoje obiskovalce pozval, naj se strinjajo z prostovoljno kolonizacijo črncev. Lincolnov motiv za pismo Greeleyju in izjavo črnim obiskovalcem je bil očitno, da bi svojo prihajajočo razglasitev emancipacije naredil bolj sprejemljivo za rasistične belce. Zmaga Unije v bitki pri Antietamu 17. septembra 1862 je Lincolnu omogočila izdajo predhodne razglasitve emancipacije, konferenca vojnih guvernerjev pa je dodala podporo razglasitvi.
Lincoln je svojo predhodno razglasitev emancipacije izdal 22. septembra 1862. Navajala je, da bodo sužnji v vseh državah v uporu 1. januarja 1863 svobodni. Svojo končno razglasitev emancipacije je izdal 1. januarja 1863 in s tem izpolnil svojo obljubo. V pismu Albertu G. Hodgesu je Lincoln pojasnil svoje prepričanje, da "če suženjstvo ni narobe, nič ni narobe .... In vendar nikoli nisem razumel, da mi je predsedstvo podelilo neomejeno pravico, da uradno delujem na podlagi te sodbe in občutka ... Ne trdim, da sem nadzoroval dogodke, ampak odkrito priznam, da so dogodki nadzorovali mene."
Lincolnov zmerni pristop je uspel prepričati obmejne države, da so ostale v Uniji, in vojne demokrate, da so podprli Unijo. Obmejne države, ki so vključevale Kentucky, Missouri, Maryland, Delaware in območja pod nadzorom Unije okoli New Orleansa, Norfolka, Virginia in drugod, niso bile zajete z Emancipacijsko proklamacijo. Prav tako ne Tennessee, ki je prišel pod nadzor Unije. Missouri in Maryland sta suženjstvo odpravila sama; Kentucky in Delaware nista. Kljub temu proklamacija ni uživala splošne podpore. Povzročila je veliko nemirov v takratnih zahodnih državah, kjer so rasistična čustva povzročila velik strah pred odpravo suženjstva. Obstajala je določena zaskrbljenost, da bi proklamacija privedla do odcepitve zahodnih držav in njena izdaja je spodbudila namestitev vojakov Unije v Illinoisu v primeru upora.
Ker je Emancipacijska proklamacija temeljila na predsednikovih vojnih pooblastilih, je veljala le na ozemlju, ki so ga v času izdaje zasedali konfederati. Vendar pa je proklamacija postala simbol naraščajoče zavezanosti Unije, da k definiciji svobode Unije doda emancipacijo. Emancipacijska proklamacija je močno zmanjšala upanje Konfederacije, da bi jo priznala ali kako drugače pomagala Velika Britanija ali Francija. Do konca leta 1864 je Lincoln igral vodilno vlogo pri prepričevanju Predstavniškega doma, da glasuje za Trinajsti amandma, ki je določal konec suženjstva.

## Rekonstrukcija
Vojna je opustošila jug in postavila resna vprašanja o tem, kako ga bo mogoče ponovno vključiti v Unijo. Vojna je uničila velik del bogastva juga, deloma zato, ker je bilo bogastvo, ki so ga predstavljali zasužnjeni ljudje (vsaj 1.000 dolarjev za zdravega odraslega pred vojno), izbrisano iz knjig. Vse nakopičene naložbe v konfederacijske obveznice so bile zaplenjene; večina bank in železnic je bankrotirala. Dohodek na osebo je padel na manj kot 40 odstotkov dohodka na severu in to je trajalo do 20. stoletja. Južni vpliv v zvezni vladi, prej precejšen, je bil močno zmanjšan do druge polovice 20. stoletja. Obnova se je začela med vojno, z razglasitvijo emancipacije januarja 1863 in se nadaljevala do leta 1877. Obsegala je več kompleksnih metod za reševanje preostalih vprašanj po vojni, od katerih so bile najpomembnejše tri "Reconstruction Amendments" k ustavi: 13. amandma prepoved suženjstva (1865), 14. amandma zagotavljanje državljanstva nekdanjim sužnjem (1868) in 15. amandma  prepoved odvzema volilnih pravic "zaradi rase, barve kože ali prejšnjega statusa suženjstva" (1870). Z vidika Unije so bili cilji obnove utrditi zmago z ponovno združitvijo Unije, zagotoviti "republikansko obliko vladavine" za nekdanje konfederacijske države in trajno odpraviti suženjstvo – ter preprečiti status polsuženjstva.
Predsednik Johnson, ki je prevzel položaj aprila 1865, je imel blag pristop in je menil, da so bili glavni vojni cilji doseženi leta 1865, ko je vsaka nekdanja uporniška država zavrnila odcepitev in ratificirala Trinajsti amandma. Radical Republicans so zahtevali dokaz, da je konfederacijski nacionalizem mrtev in da so sužnji resnično svobodni. Preglasili so Johnsonove vete na zakonodajo o državljanskih pravicah in Predstavniški dom ga je obtožil, čeprav ga Senat ni obsodil. Leta 1868 in 1872 je republikanski kandidat Grant zmagal na predsedniških volitvah. Leta 1872 so "Liberalni republikanci" trdili, da so bili vojni cilji doseženi in da bi se morala obnova končati. Za predsedniškega kandidata leta 1872 so izbrali Horaceja Greeleyja, vendar so bili odločno poraženi. Leta 1874 so demokrati, predvsem južni, prevzeli nadzor nad kongresom in nasprotovali nadaljnji obnovi. Compromise of 1877 se je zaključil z nacionalnim soglasjem, razen s strani nekdanjih sužnjev, da se je vojna končno končala. Z umikom zveznih čet pa so belci ponovno prevzeli nadzor nad vsakim južnim zakonodajnim telesom in začela se je doba Jima Crowa z odvzemom volilnih pravic in zakonsko segregacijo.
Vojna je imela dokazljiv vpliv na ameriško politiko. Mnogi veterani na obeh straneh so bili izvoljeni na politične položaje, vključno s petimi predsedniki ZDA: Ulysses Grant, Rutherford B. Hayes, James A. Garfield, Benjamin Harrison in William McKinley.

## Spomin in historiografija
Vojna je osrednji dogodek v ameriškem kolektivnem spominu. Obstaja nešteto kipov, spominskih obeležij, knjig in arhivskih zbirk. Spomin vključuje domačo fronto, vojaške zadeve, obravnavo vojakov, tako živih kot mrtvih, po vojni, upodobitve vojne v literaturi in umetnosti, ocene junakov in zlikovcev ter razmisleke o moralnih in političnih lekcijah vojne. Zadnja tema vključuje moralne ocene rasizma in suženjstva, junaštvo v boju in za frontnimi črtami ter vprašanja demokracije in pravic manjšin, pa tudi pojem "Imperij svobode", ki vpliva na svet.
Zgodovinarji so več pozornosti posvetili vzrokom vojne kot sami vojni. Vojaška zgodovina se je v veliki meri razvijala zunaj akademskega okolja, kar je privedlo do razmnoževanja študij s strani ne-znanstvenikov, ki pa so kljub temu seznanjeni s primarnimi viri in pozorno spremljajo bitke in kampanje ter pišejo za širšo javnost. Praktično vsaka pomembna osebnost v vojni, tako na severu kot na jugu, je bila predmet resne biografske študije.
Celo ime, uporabljeno za konflikt, je bilo sporno, saj je bilo zanj uporabljenih mnogo imen. Med vojno in takoj po njej so severni zgodovinarji pogosto uporabljali izraz, kot je "vojna upora". Pisci v uporniških državah so jo pogosto imenovali "vojna za južno neodvisnost". Nekateri južnjaki so jo opisali kot "vojno severne agresije".

### Izgubljena stvar
Spomin na vojno na belem jugu se je kristaliziral v mitu o "Izgubljeni stvari": da je bila konfederacijska stvar pravična in junaška. Mit je oblikoval regionalno identiteto in rasne odnose za generacije. Alan T. Nolan ugotavlja, da je bila Izgubljena stvar izrecno racionalizacija, prikrivanje, da bi se upravičilo ime in slavo tistih v uporu. Nekatere trditve se vrtijo okoli nepomembnosti suženjstva kot vzroka; nekatere pritožbe poudarjajo kulturne razlike med severom in jugom; vojaški konflikt s strani konfederacijskih akterjev je idealiziran; v vsakem primeru naj bi bila odcepitev zakonita. Nolan trdi, da je sprejetje perspektive Izgubljene stvari olajšalo ponovno združitev severa in juga, hkrati pa opravičilo "virulentni rasizem" 19. stoletja, žrtvujoč napredek črnih Američanov za ponovno združitev belcev. Prav tako meni, da je Izgubljena stvar "karikatura resnice. Ta karikatura popolnoma napačno predstavlja in izkrivlja dejstva zadeve" v vsakem primeru. Mit o Izgubljeni stvari sta formalizirala Charles A. Beard in Mary R. Beard, katerih The Rise of American Civilization (1927) je sprožil "Beardovo historiografijo". Bearda sta zmanjšala pomen suženjstva, abolicionizma in moralnih vprašanj. Čeprav sta to interpretacijo Bearda opustila v 40. letih 20. stoletja in zgodovinarji na splošno do 50. let 20. stoletja, Beardove teme še vedno odmevajo med pisci Izgubljene stvari.</ref>
Združene hčere Konfederacije
Združene hčere Konfederacije (UDC) je južnjaška dediščinska organizacija, ki jo je leta 1894 v Nashvillu v Tennesseeju ustanovila skupina žensk, katerih navedeno poslanstvo je bilo počastiti veterane Konfederacije in ohraniti njihov spomin. Organizacija je hitro rasla v vplivu v poznem 19. in zgodnjem 20. stoletju in je na koncu igrala ključno vlogo pri oblikovanju kolektivnega spomina na ameriško državljansko vojno.
UDC se je osredotočala na postavljanje spomenikov Konfederacije, financiranje izobraževanja potomcev Konfederacije in promocijo zgodovine Konfederacije prek učbenikov in javnih slovesnosti. Skupina je poudarjala pogum vojakov Konfederacije in pravičnost južnjaške stvari, pogosto izpuščala ali zmanjševala osrednjo vlogo suženjstva v konfliktu.
UDC je postala glavni zagovornik ideologije Izgubljena stvar, pripovedi, ki je Konfederacijo romantizirala kot plemenito, z državnimi pravicami vodeno prizadevanje, namesto kot upor za ohranitev suženjstva. Prek govorov, publikacij in vpliva na učne načrte je UDC delala na preoblikovanju Konfederacije v sočutno luč, pri čemer je državljansko vojno prikazovala kot boj proti severni agresiji.
To prizadevanje je prispevalo k širokemu širjenju simbolov Konfederacije in očiščeni predstavitvi južnjaške zgodovine v javnih prostorih in šolah. Kritiki trdijo, da so dejavnosti UDC ohranjale rasistične ideologije s spodbujanjem nostalgije po predvojnem Jugu in zmanjševanjem grozot suženjstva.
V zadnjih letih sta vloga UDC in mit o Izgubljeni stvari pod drobnogledom sredi razprav o spomenikih Konfederacije in sistemskem rasizmu v Združenih državah. Mnogi spomeniki in zgodovinske oznake, ki jih je sponzorirala UDC, so bili ponovno ocenjeni in odstranjeni, kar je sprožilo tekoče razprave o spominu, dediščini in pravičnosti.

### Ohranjanje bojišč
Prva prizadevanja za ohranjanje in spominjanje bojišč državljanske vojne so se začela med vojno, z ustanovitvijo nacionalnih pokopališč v Gettysburgu, Mill Springsu in Chattanoogi. Vojaki so začeli postavljati oznake na bojiščih, začenši s prvo bitko pri Bull Runu leta 1861. Najstarejši ohranjeni spomenik je Spomenik Hazenovi brigadi blizu Murfreesboro v Centralnem Tennesseeju, ki so ga poleti 1863 zgradili vojaki v brigadi polkovnika Unije William B. Hazena, da bi označili mesto, kjer so pokopali svoje mrtve, po bitki pri Stones Riverju.
V devetdesetih letih 19. stoletja je vlada ustanovila pet parkov bojnih polj državljanske vojne pod jurisdikcijo vojnega ministrstva, začenši z ustanovitvijo Nacionalnega vojaškega parka Chickamauga in Chattanooga v Fort Oglethorpe, Georgia in Nacionalnega bojišča Antietam v Sharpsburgu v Marylandu leta 1890. Nacionalni vojaški park Shiloh je bil ustanovljen leta 1894 v Shiloh, okrožje Hardin, Tennessee, sledil mu je Nacionalni vojaški park Gettysburg leta 1895 in Nacionalni vojaški park Vicksburg leta 1899. Leta 1933 je bilo teh pet parkov in drugih nacionalnih spomenikov prenesenih na Službo narodnih parkov. Med sodobnimi prizadevanji za ohranitev območij državljanske vojne je bil American Battlefield Trust, z več kot 130 bojišč v 24 državah. Pet glavnih parkov bojišč, ki jih upravlja Služba narodnih parkov, je leta 2018 skupaj obiskalo 3 milijone obiskovalcev, kar je 70 % manj kot 10 milijonov leta 1970.10 million in 1970.

### Spomin na ameriško državljansko vojno
Državljanska vojna je bila obeležena na več načinov, od uprizarjanja bitk, postavitve kipov in spominskih dvoran, filmov ter izdajanja znamk in kovancev s tematiko državljanske vojne, kar je vse pripomoglo k oblikovanju javnega spomina. Te spominske slovesnosti so se v večjem številu odvijale ob 100. in 150. obletnici vojne.
Pogled v vojno v Hollywoodu je še posebej vplival na oblikovanje javnega spomina, kot na primer v filmskih klasikah, kot so Rojstvo naroda (1915), V vrtincu (1939) in Lincoln (2012). Televizijska serija Kena Burnsa z naslovom *The Civil War* (1990) je bila dobro sprejeta, čeprav je bila kritizirana zaradi zgodovinske netočnosti.

### Tehnološki pomen
Tehnološke inovacije med vojno so imele velik vpliv na znanost 19. stoletja. Vojna je bila zgodnji primer "industrijske vojne", v kateri se tehnološka moč uporablja za doseganje vojaške premoči. Novi izumi, kot sta vlak in telegraf, so dostavljali vojake, zaloge in sporočila v času, ko so bili konji najhitrejše prevozno sredstvo. V tej vojni je bilo prvič uporabljeno tudi zračno vojskovanje v obliki izvidniških baloni. V tej vojni je prišlo do prvega spopada, v katerega so bile vpletene parne ladij oklepnic v zgodovini pomorskega vojskovanja. Repetirno strelno orožje, kot so puška Henry, puška Spencer, revolverska puška Colt, karabinka Triplett & Scott in druga, so se prvič pojavila med državljansko vojno; bila so revolucionaren izum, ki je kmalu nadomestil strelno orožje s polnjenjem iz cevi in enostrelno strelno orožje. Vojna je bila priča prvim pojavom hitrostrelnega orožja in mitraljezov, kot sta Agar top in Gatling top.

## V delih kulture in umetnosti
Državljanska vojna je eden najbolj preučevanih dogodkov v ameriški zgodovini, zbirka kulturnih del okoli nje pa je ogromna. Ta razdelek podaja skrajšan pregled najpomembnejših del.

### Film
- Rojstvo naroda (film) (1915, ZDA)

- General (film) (1926, ZDA)

- Operater 13 (film) (1934, ZDA)

- V vrtincu (1939, ZDA)

- Rdeča značka poguma (film) (1951, ZDA)

- Konjeniki (film) (1959, ZDA)

- Shenandoah (film) (1965, ZDA)

- Dobri, grdi, zli (film) (1966, Italija-Španija-ZRN)

- Zapeljani (film) (1971, ZDA)

- Odpadnik Josey Wales (film) (1976, ZDA)

- Sever in Jug (miniserija; 1985–1994, ZDA)

- Slava (film) (1989, ZDA)

- Državljanska vojna (miniserija) (1990, ZDA)

- Gettysburg (film) (1993, ZDA)

- Zadnji odpadnik (film) (1993, ZDA)

- Hladna gora (film) (2003, ZDA)

- Bogovi in generali (film) (2003, ZDA)

- Lincoln (film) (2012, ZDA)

- Svobodna država Jones (film) (2016, ZDA)

### Glasba
- "Dixie (pesem)"

- "Bojni krik svobode"

- "Bojna himna republike"

- "Zastava Bonnie Blue"

- "Telo Johna Browna"

- "Ko se Johnny vrne domov"

- "Pohod skozi Georgio"

- "Noč, ko so podirali stari Dixie"

- "O kapitan! Moj kapitan!", pesem Walta Whitmana, uglasbena s strani Kurta Weilla

- "Ko so lila nazadnje cvetele na dvorišču", pesem Walta Whitmana, uglasbena s strani Paula Hindemitha, Rogerja Sessionsa, Jennifer Higdon in Charles Villiers Stanforda